# 晋祠
晋祠，位于中华人民共和国山西省太原市晋源区晋祠镇，原名为晋王祠，初名唐叔虞祠，是为祭祀周朝晋国的开国诸侯唐叔虞及其母亲邑姜所建，是中国现存最早的皇家祭祀园林。祠内的周柏、难老泉、宋塑侍女像被誉为“晋祠三绝”，圣母殿、鱼沼飞梁、献殿则被誉为“晋祠三宝”。
晋祠最早为封地在今山西翼城的唐叔虞宗族支系所建的唐叔虞祠，最早可见的文献记载则是在北魏年间，以后数代多有增修补缮。北宋年间，宋太宗赵光义火烧晋阳城后，宋仁宗赵祯追封唐叔虞为汾东王，并为唐叔虞之母邑姜修建了规模宏大的圣母殿。之后数代，以圣母殿为主体的中轴线建筑物次第告成，逐渐形成了今日晋祠的建筑格局。
晋祠是太原市主要的旅游景点之一，是全国重点文物保护单位，国家一级博物馆，首批国家AAAA级旅游区，现5A级景区。
2024年，晋祠博物馆参观人次437.50万。

## 历史沿革

### 宋代以前
晋祠位于山西省太原市西南郊25公里处的悬瓮山麓。据《史記·晉世家》的纪载，周武王之子周成王封同母弟叔虞于唐，称唐叔虞。叔虞的儿子燮，因境内有晋水，改国号为晋。后人为了奉祀叔虞，在晋水源头建立了祠宇，称唐叔虞祠，也叫做晋祠。
晋祠的创建年代，现在还难以考定。最早的记载见于北魏郦道元的《水经注》，书中写道：“际山枕水，有唐叔虞祠，水侧有凉堂，结飞梁于水上。”其时风景文物已大有可观，祠、堂、飞梁都已俱备了。由此可见，晋祠的历史，即使是从北魏算起，距今也有一千余年。
南北朝时，北齐文宣帝高洋，推翻东魏，建立了北齐，将晋阳定为别都，于天保年间（550—559年）扩建晋祠，“大起楼观，穿筑池塘”。读书台、望川亭、流杯亭、涌雪亭、仁智轩、均福堂、难老泉亭、善利泉亭等都始建于这个时期，自高洋以下皆续有修缮。
隋开皇年间（581—600年），在祠区西南方增建舍利生生塔。唐貞觀二十年（646年），太宗李世民到晋祠，撰写碑文《晋祠之铭并序》，并又一次进行扩建。

### 宋金年间
北宋太平兴国四年（979年），宋太宗赵光义火烧晋阳城。之后，在晋祠大兴土木，并立“太平兴国碑”以志。
宋仁宗赵祯于天圣年间（1023—1032年），追封唐叔虞为汾东王，并为唐叔虞之母邑姜修建了规模宏大的圣母殿。自圣母殿和鱼沼飞梁建后，祠区建筑布局大为改观。此后，圣母殿逐渐成为祠中主殿，原来居于正位的唐叔虞祠則迁至北侧，退处次要位置。
金大定八年（1168年），于鱼沼飞梁以东增建献殿，专为圣母子贡献祭品。

### 元代-清代
元代以来，晋祠多次遭地震、洪灾威胁，地方政府也对晋祠做出过不同程度的修缮增补。观音堂、白鹤亭、水母楼、吕祖阁与待凤轩等建筑均为此时建造。
光绪元年（1875年），光绪帝题“三晋遗封”匾额。

### 民国及以后
辛亥革命之后，晋祠作为山西重要古建筑群，多次受到各界名人来访。民国13年（1924年），印度诗人泰戈尔游览晋祠。民国25年（1936年），著名建筑学家梁思成夫妇到晋祠考察。同时，晋祠作为晋源县的重要建筑，曾作为抗日据点为战争使用。
中华人民共和国成立后，当地政府在晋祠进行了多次翻修工作。1952年2月9日，晋祠古迹保管所成立。之后的1954年、1959年，政府先后拨款六十余万元，对晋祠进行整修。1961年3月，晋祠被中华人民共和国国务院公布为第一批全国重点文物保护单位。1990年6月，晋祠文物保管所更名为太原市晋祠博物馆，晋祠从此迈向晋祠博物馆时代。
1993年7月到1996年6月，对圣母殿进行了落架大修。
2001年，晋祠被国家旅游局评为首批国家AAAA级旅游景区。2009年5月，晋祠被国家文物局批准为国家二级博物馆，2024年5月获评国家一级博物馆。
2022年4月25日，晋源区决定正式启动晋祠泉复流工程，力图于2025年实现断流近30年的晋祠泉自然复流。

## 整体布局

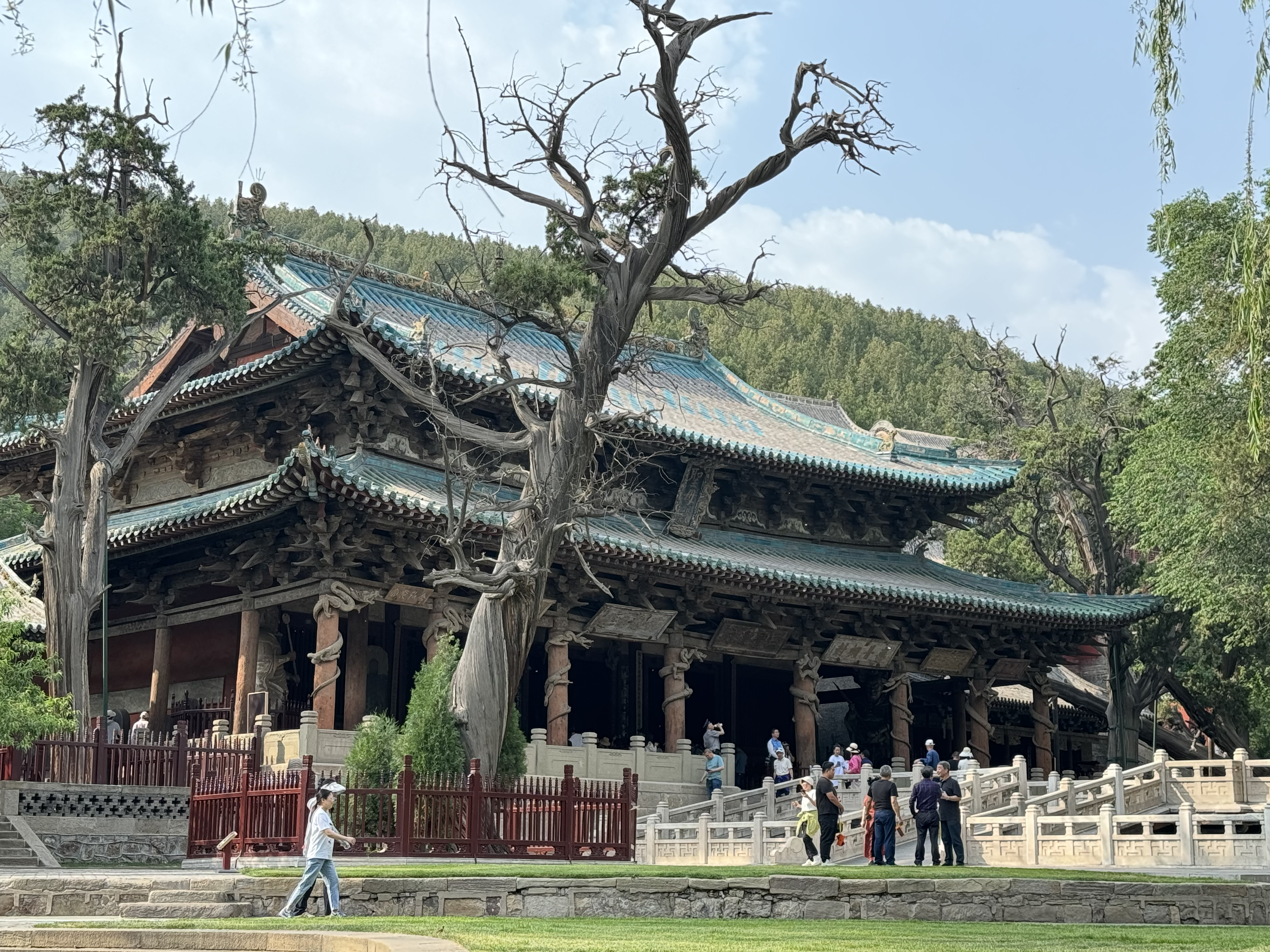
晋祠圣母殿和鱼沼飞梁

晋祠内建筑布局由中、北、南三部分组成，中部从大门入，为晋祠中轴线（“晋祠三宝”均在中轴线上）。其建筑结构壮丽而整肃，为全祠之核心。北部建筑以崇楼高阁取胜，南部建筑楼阁林立，小桥流水，亭榭环绕，一片江南园林风光。祠内建筑由东向西有水镜台、会仙桥、金人台、对越坊、钟鼓二楼、献殿、鱼沼飞梁和圣母殿，其北为唐叔虞祠、昊天祠和文昌宫，其南面是水母楼、难老泉亭和舍利生生塔，最南端为奉圣寺。整个建筑群布局紧凑、严密，既像庙观院落，又好似皇室的宫苑。

## 中部建築

### 大门
为四柱三门式牌坊，正面匾额为李世民御制楷书“晋祠”二字。面阔五间，进深三间，西南为半壁廊，前后檐柱，气势雄伟。

### 水镜台
原为唱戏用戏台，今为晋祠庙会、河会期间的重要活动场所。正侧有匾书有“三晋名泉”四字。西面（背面）为单檐卷棚顶的戏台。东面为明代重檐歇山顶，为演戏时戏台的后台。戏台下方有八个水缸。每两个扣在一起组成四组“大音响”，为古人在演戏的时候来增强音量的办法。

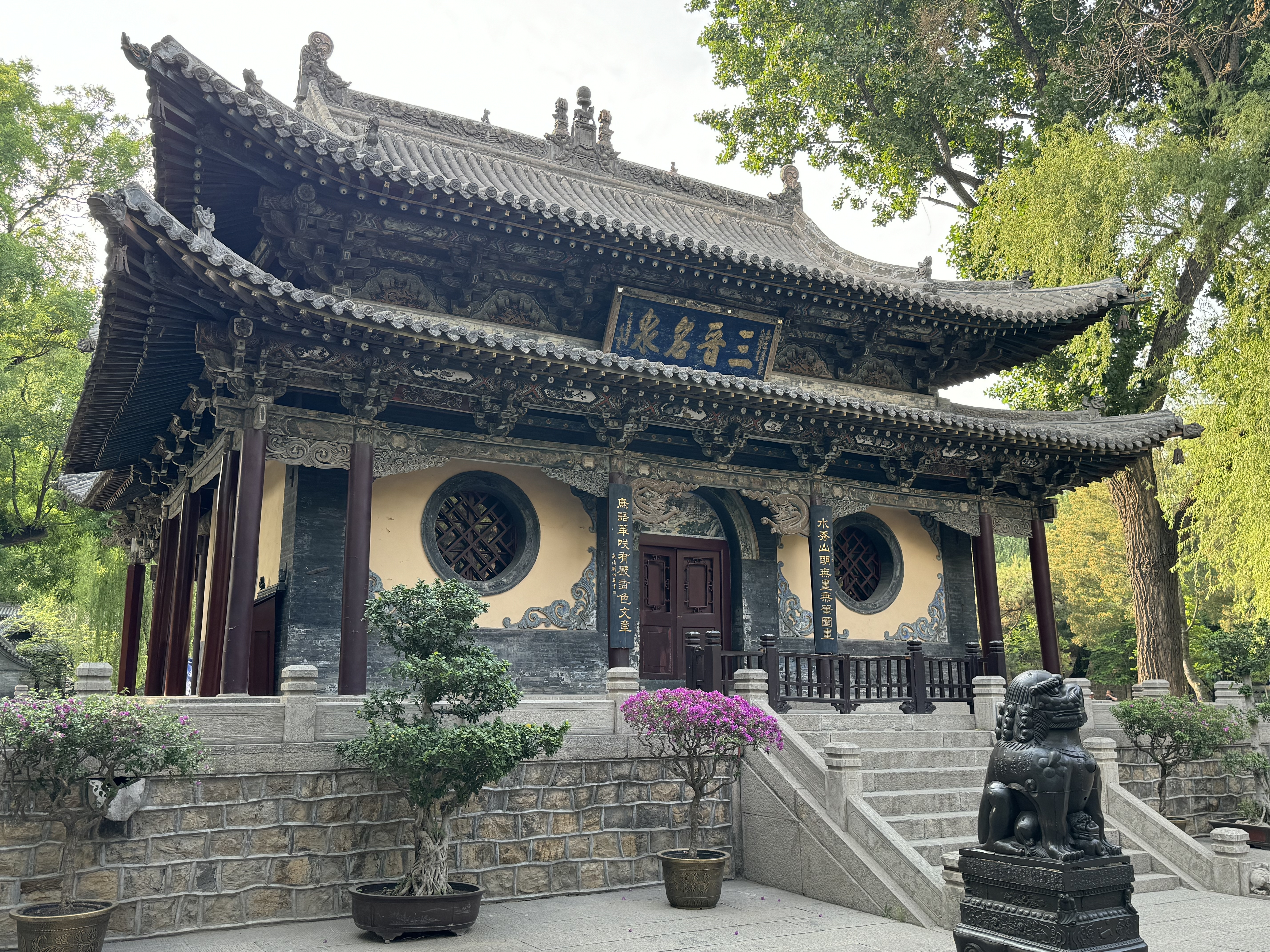
水镜台正面
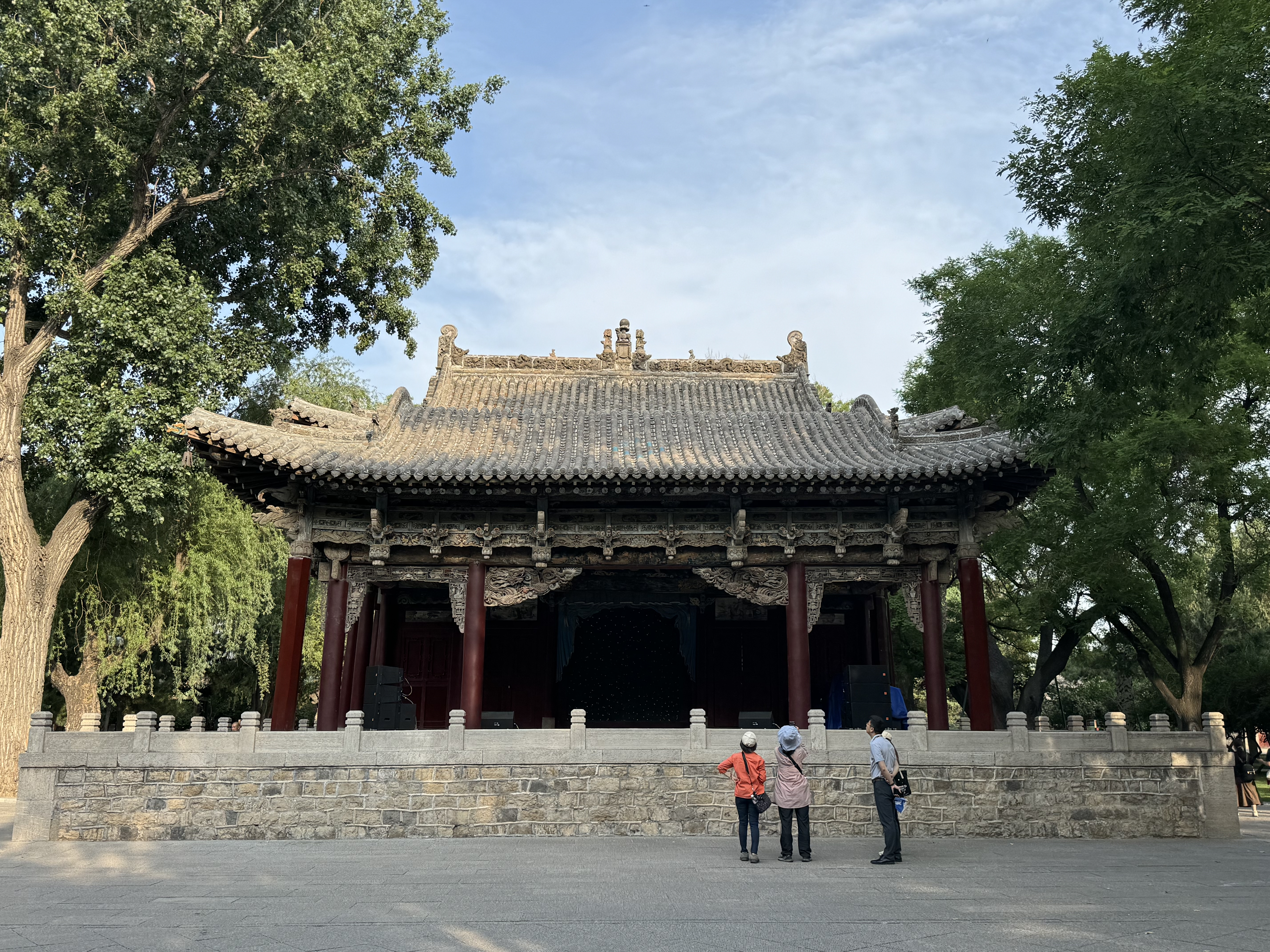
水镜台背面

### 金人台

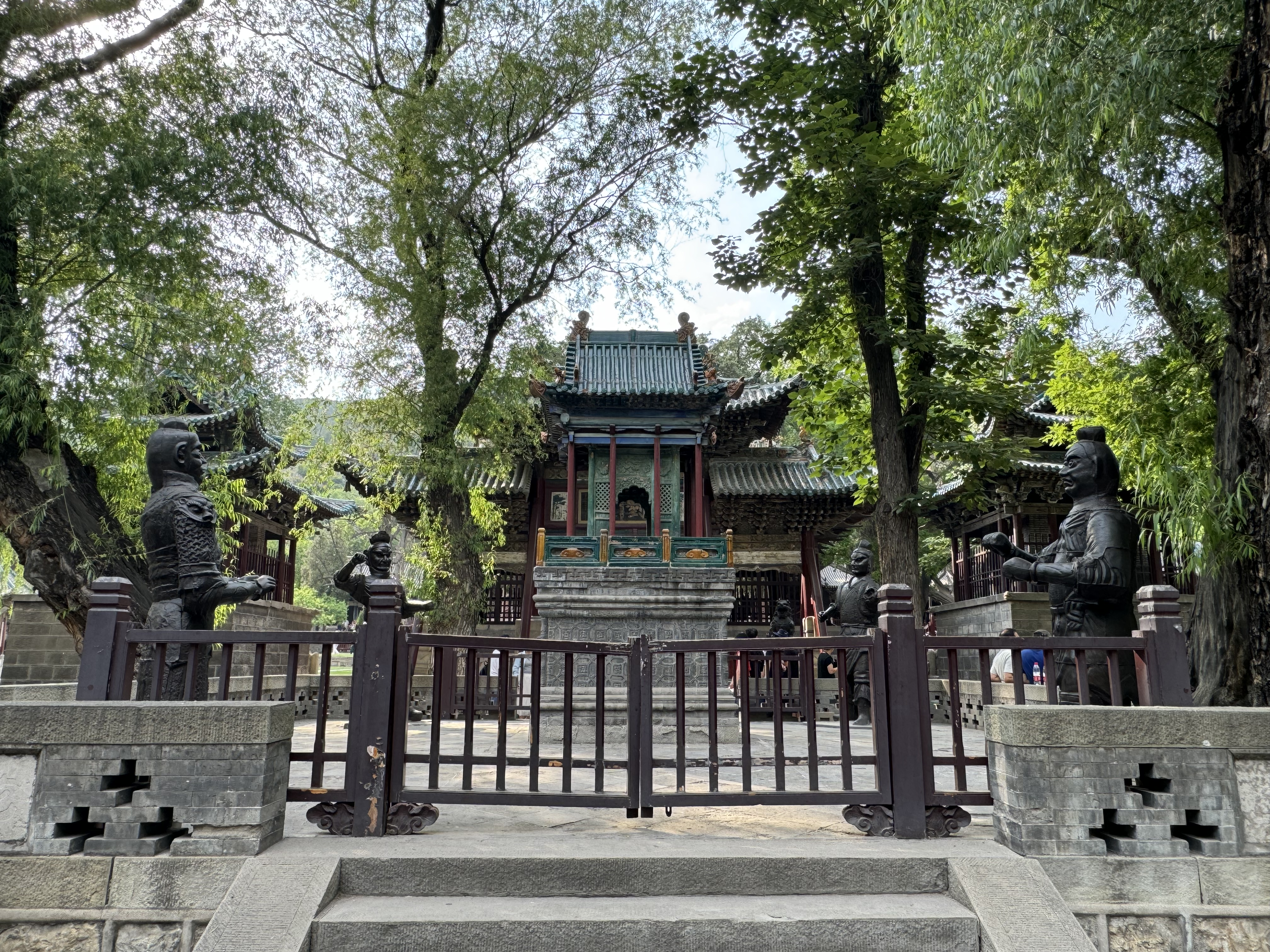
金人台面朝西

金人台又名莲花台，位置在会仙桥的西面。金人台平面为正方形，四周有围栏。台长8.5米、宽8.5米。台各四角均有一尊铁人。金人台的中央是一座建于明代的高约4米的琉璃阁。金人台上的四个角各铸有一尊铁人，每个铁人高约两米。铁人用于用以镇水护祠，其每个原手持兵器（目前不存）。金人台是北宋时期所建，原有四尊金人（铁人），后东北角的铁人丢失，现在的为民国二年（1913年）后补铸。

西南角铁人为四尊中保存的最为完整，铸于宋绍圣四年（1097年）。西北角铁人为宋绍圣五年铸（1098年），左臂已断。铁人头为明永乐二十一年（1423年）补铸。东南角铁人为宋元祐四年铸（1089年），为四尊里面最早铸造且是唯一穿铠甲的。现头为后世（明清）补铸。东北角铁人，原铸于宋元祐五年（1090年），现为民国二年（1913年）补铸。

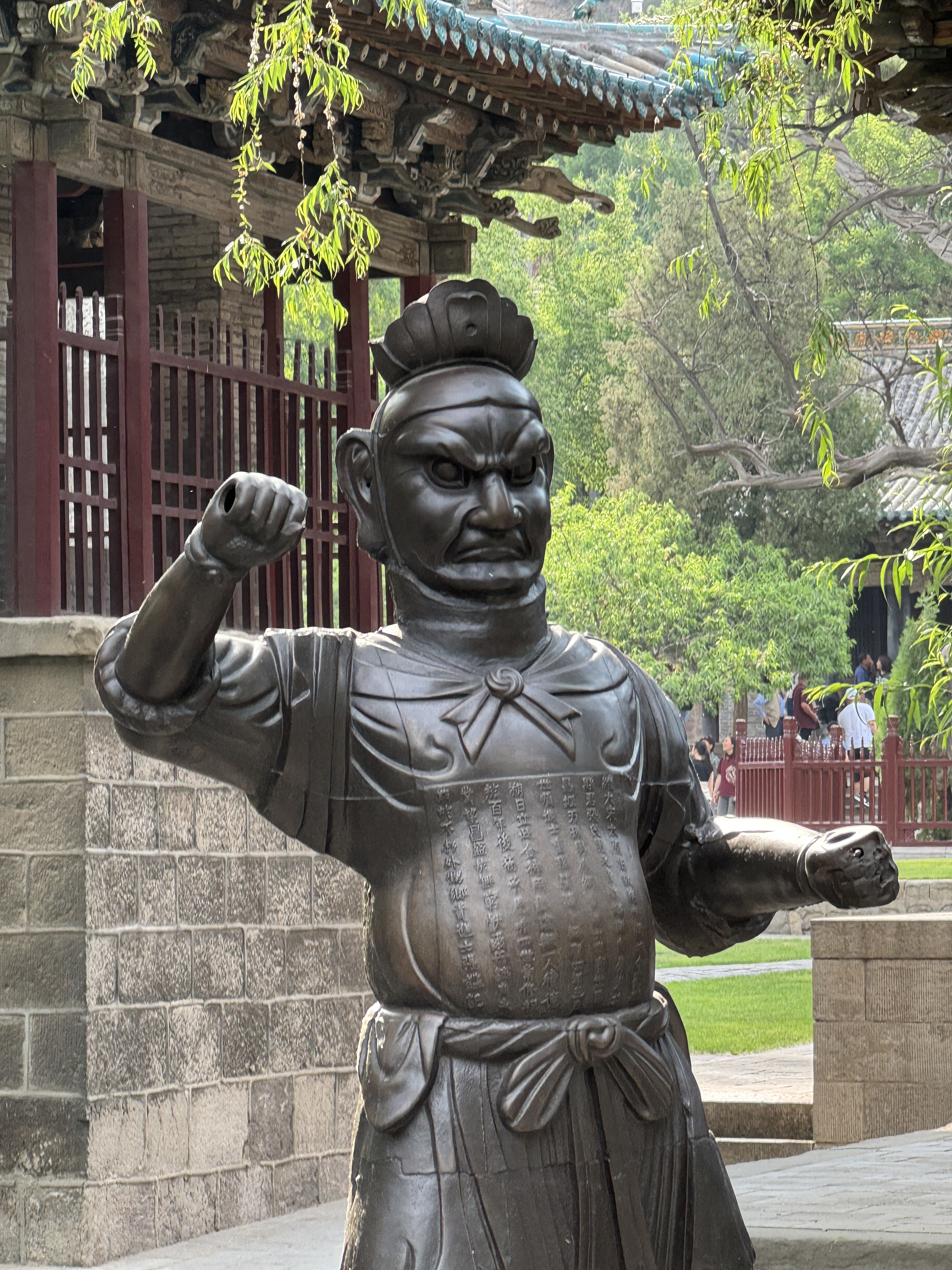
西南角铁人
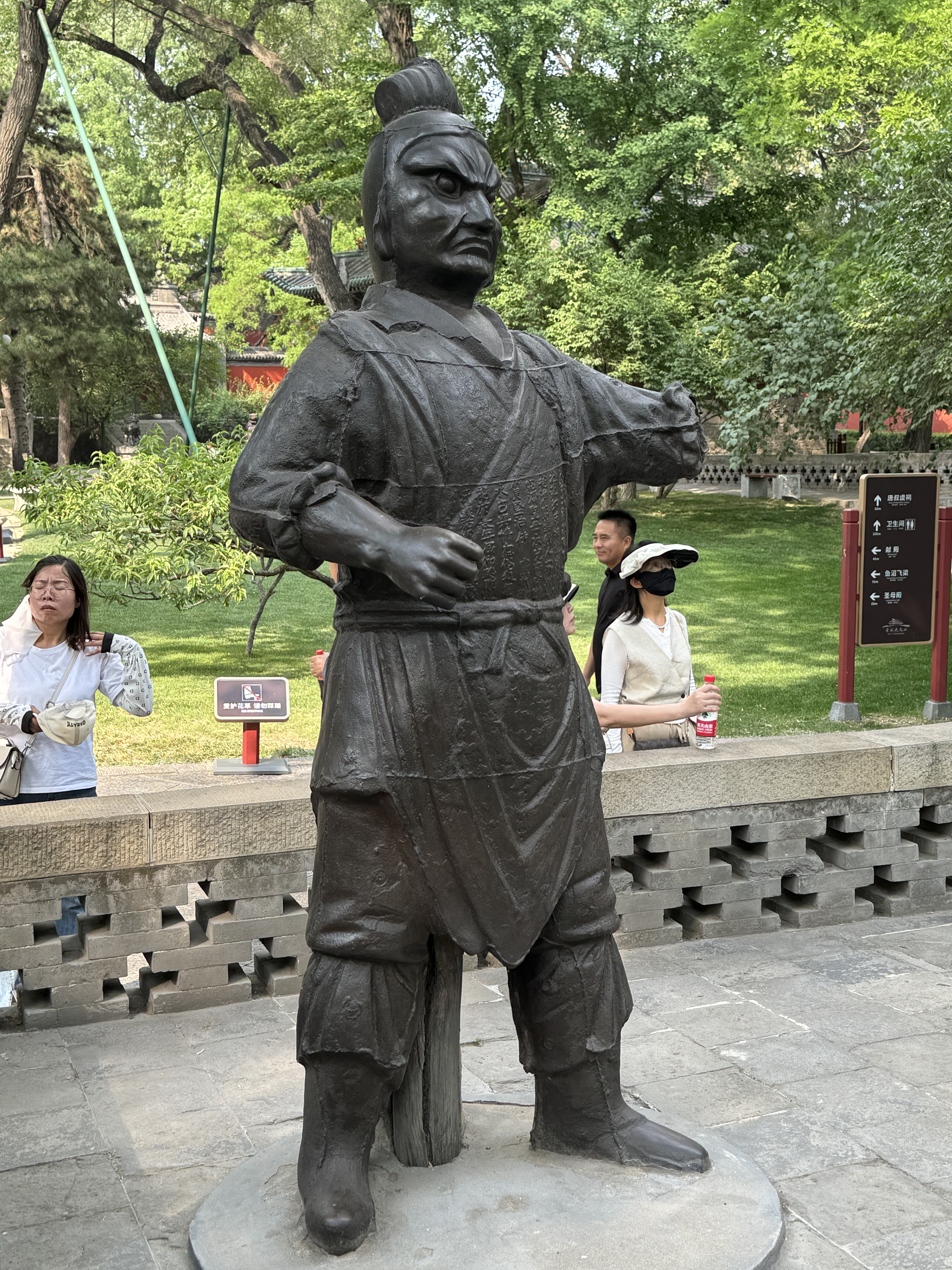
西北角铁人
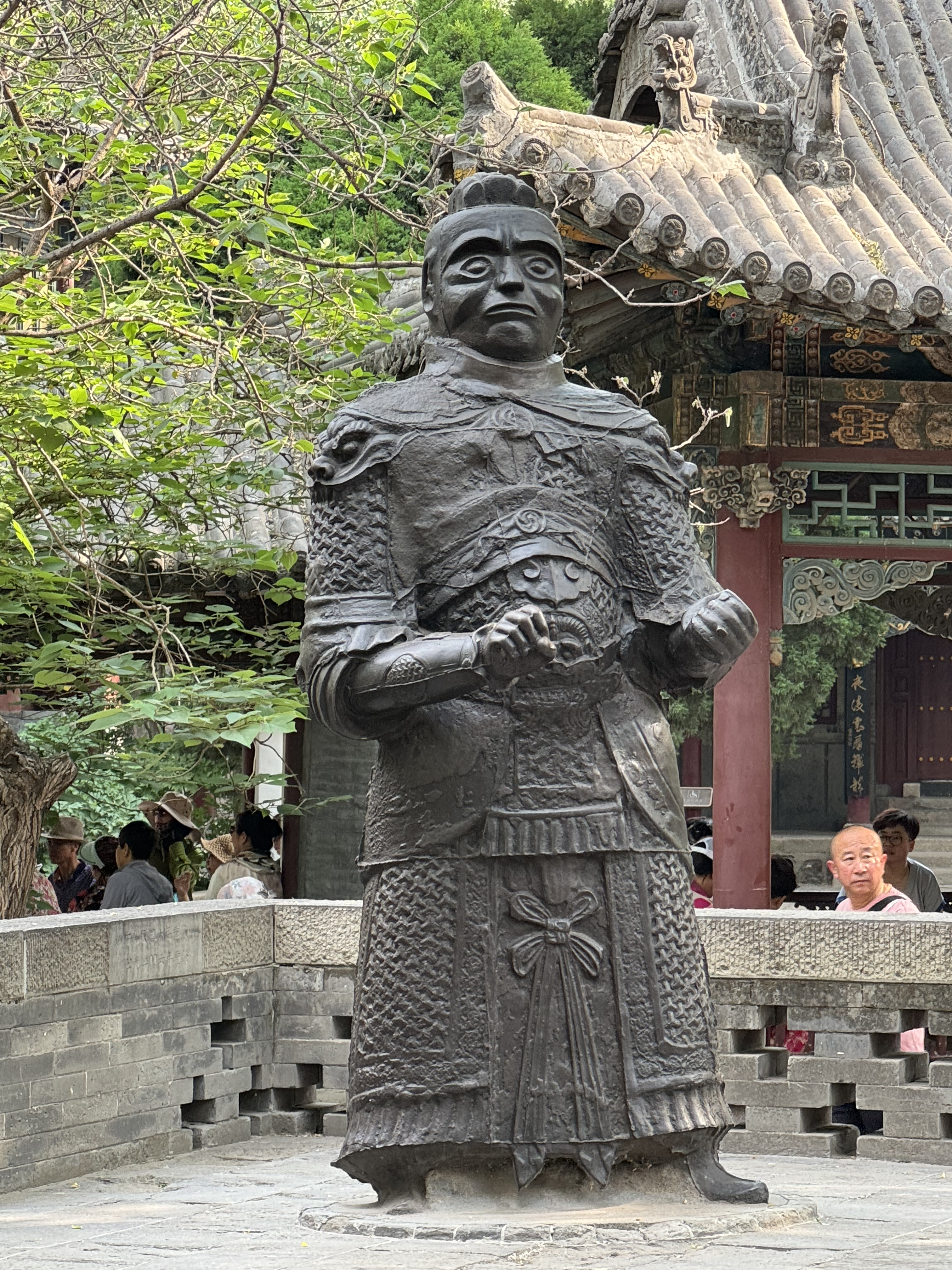
东南角铁
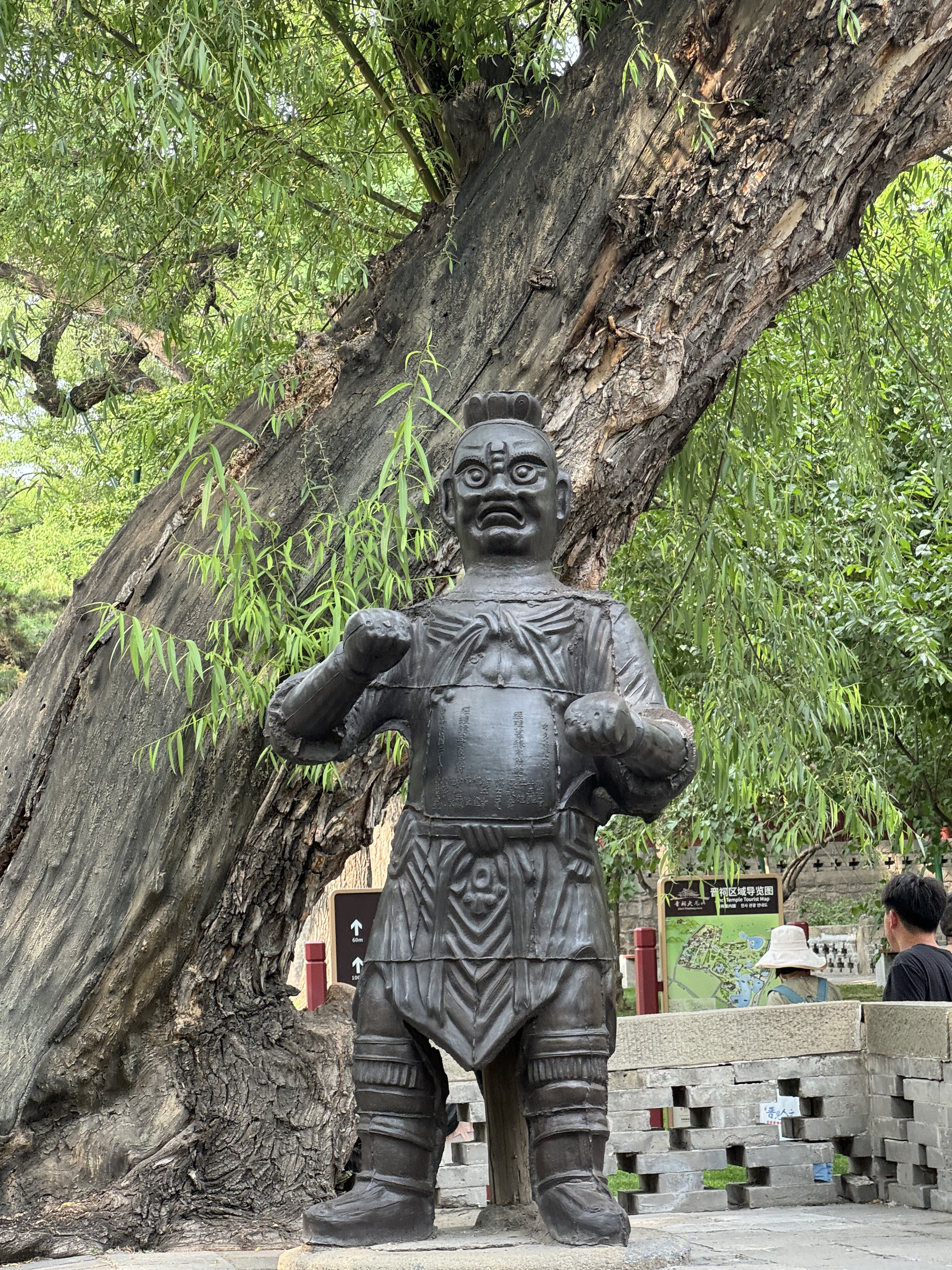
东北角铁人
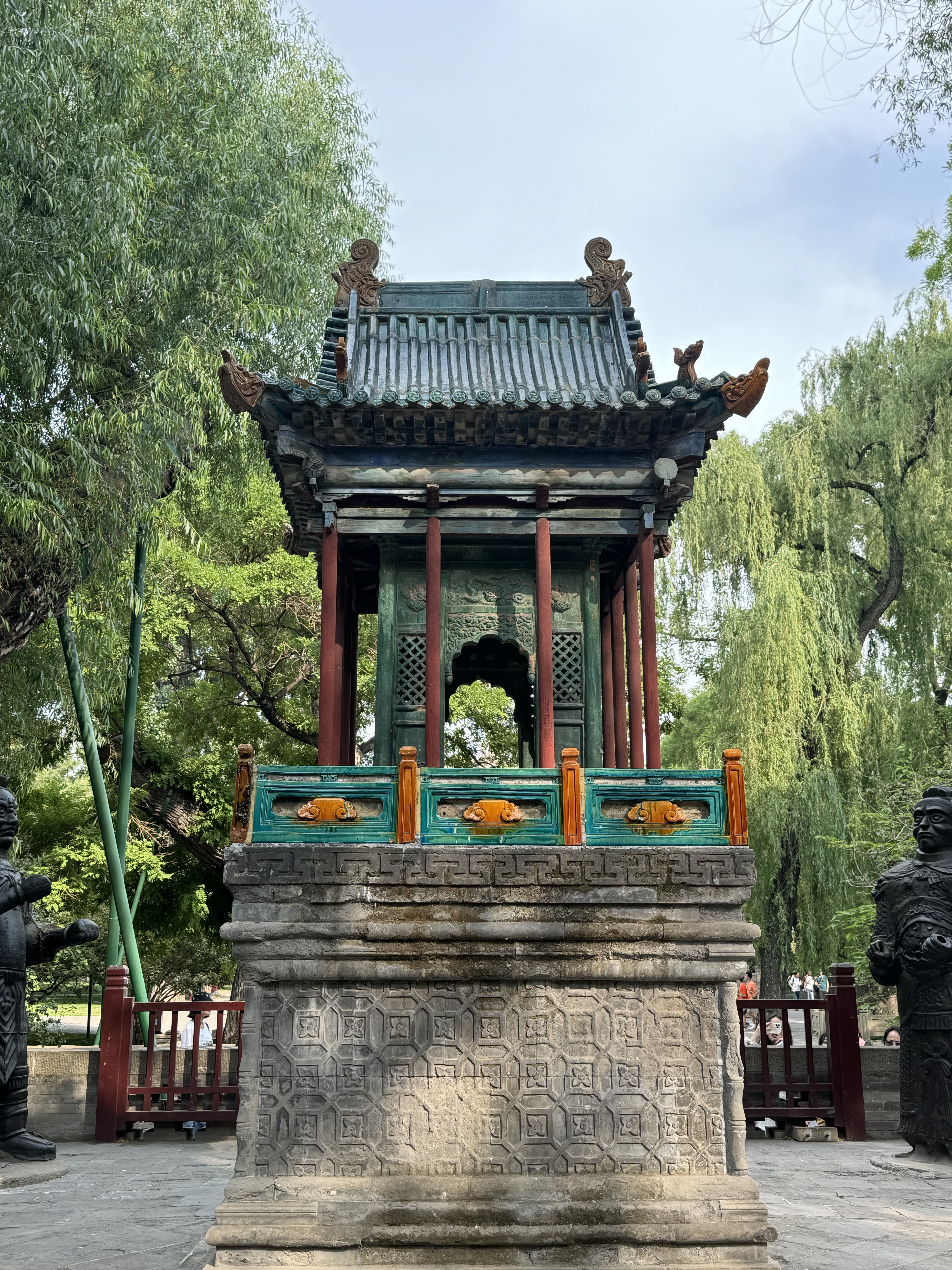
金人台琉璃阁

### 对越坊
位于晋祠金人台正西，立于明万历四年（1576年）。其左右侧有钟楼和鼓楼，两樓形制相同均建于明万历三十四年（1606年）。明代牌坊为石牌坊居多，因此对越坊是难得的珍贵明代牌坊木构实例。

关于对越坊建设的故事，以明代书法家高应元之事为盛。相传，明代书法家高应元的母亲患偏头痛，久治无效。后来在吕祖庙前得一签，签上写有“添砖加瓦”四个字，它的含义是只有在祠内增加些建筑，才能消灾免难。高应元在晋祠内仔细观察，发现殿、堂、楼、阁、亭、台、桥等应有尽有，唯独缺少牌坊，故决定建造一座牌坊。多次观察，发现建在金人台西，献殿东的这块空地最合适。高应元想，将来牌坊落成后，殿、台、坊组成一组规模宏大的建筑群，定会收到消灾的效果。他原计划建造一座简单的小牌坊，没想到在破土动工的第二天，他母亲的病就好了，因而改建成大牌坊。牌坊落成后，命名“对越”，由高应元执笔，气势颇为磅礴，被列为晋祠三大名匾之一。这座“对越坊”，造型优美，结构壮丽，雕刻精细。“对越”的“对”，意为报答；“越”，即扬，意为宣扬。“对越”两字合起来，意为“报答宣扬祖先功德”，在此处意为“宣扬母德高尚”。母德高尚在这里有双关语之意，或指唐叔虞之母邑姜，说高应元之母亦可。

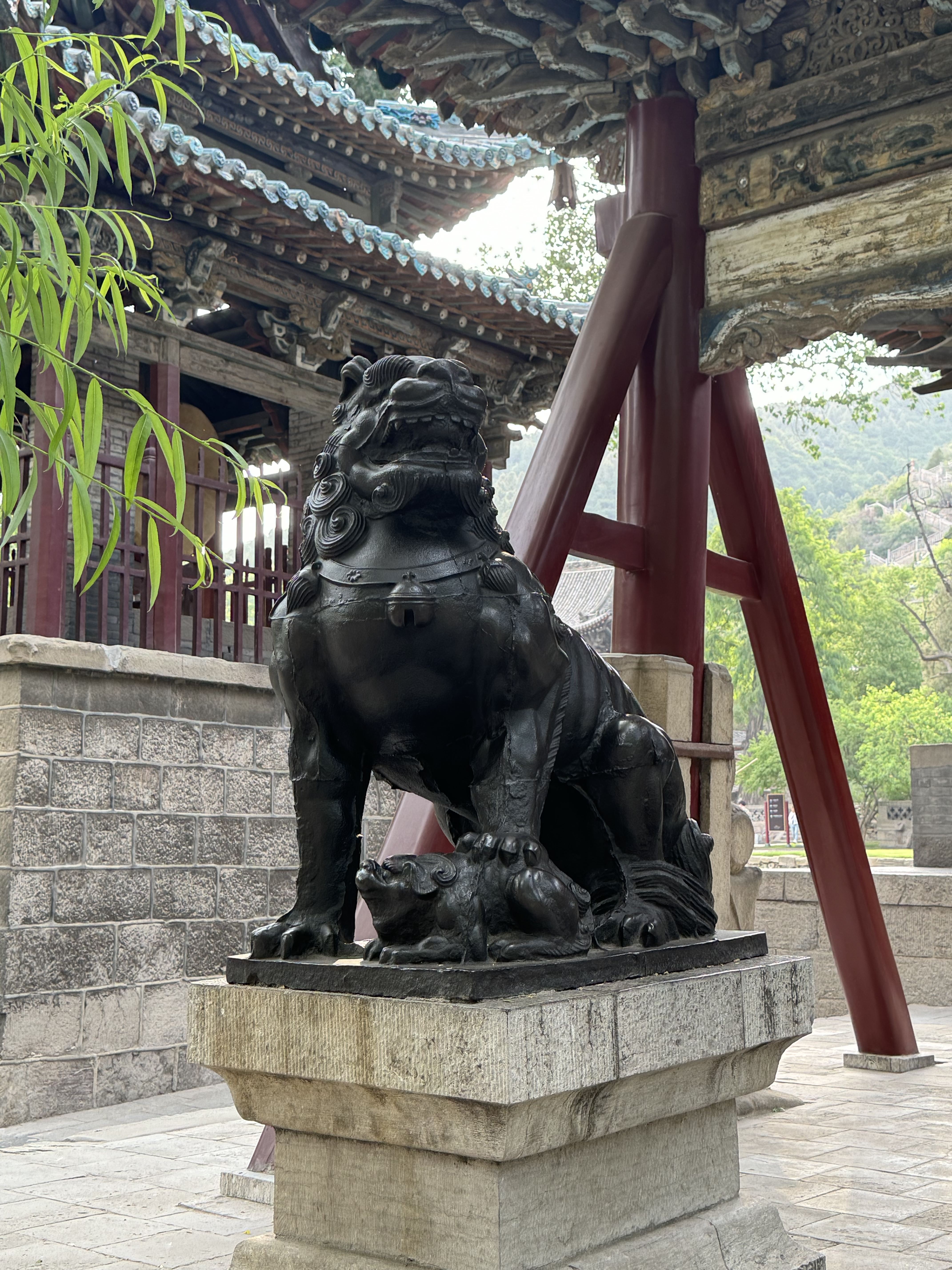
对越坊左侧铁狮
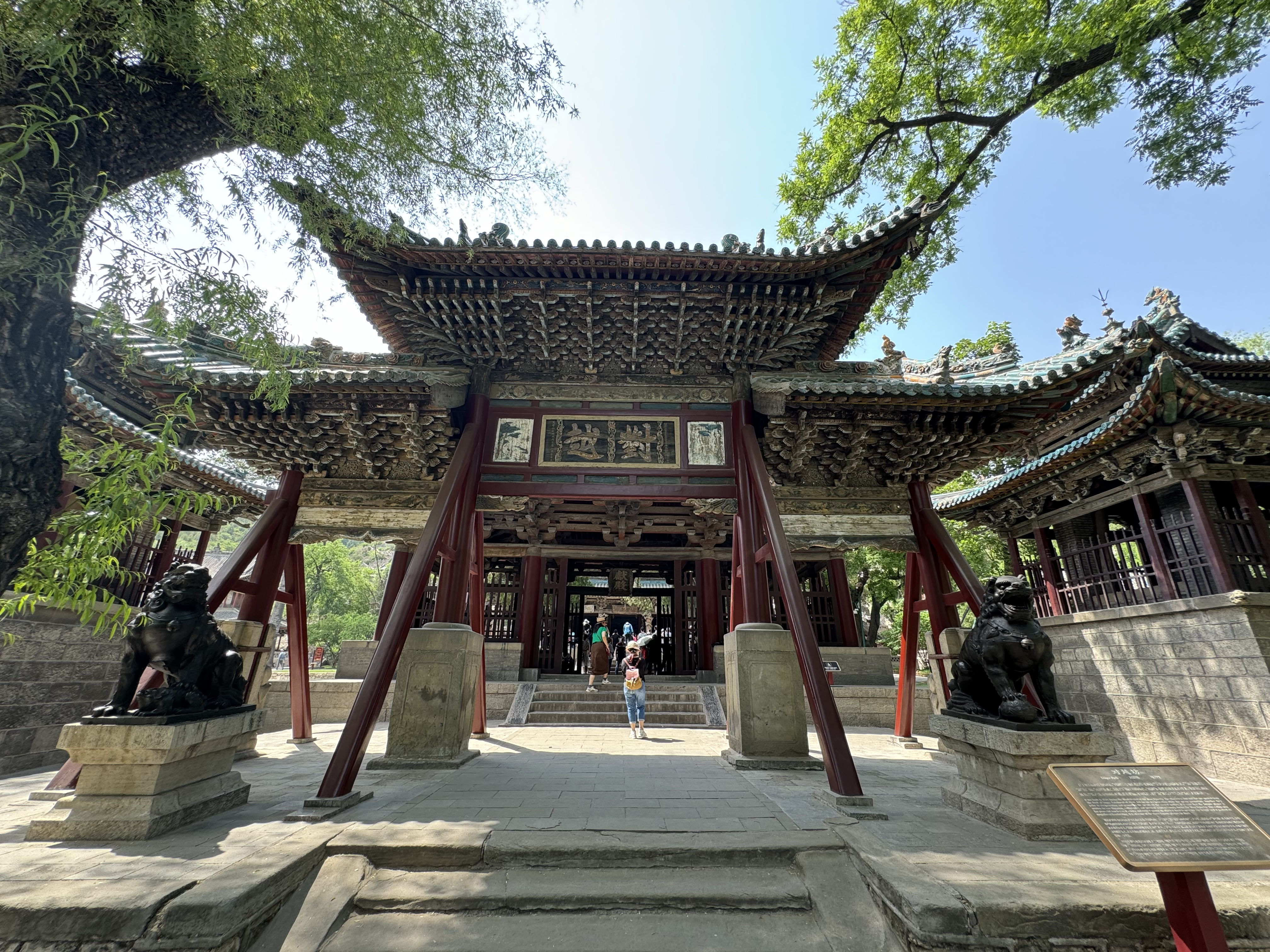
对越坊
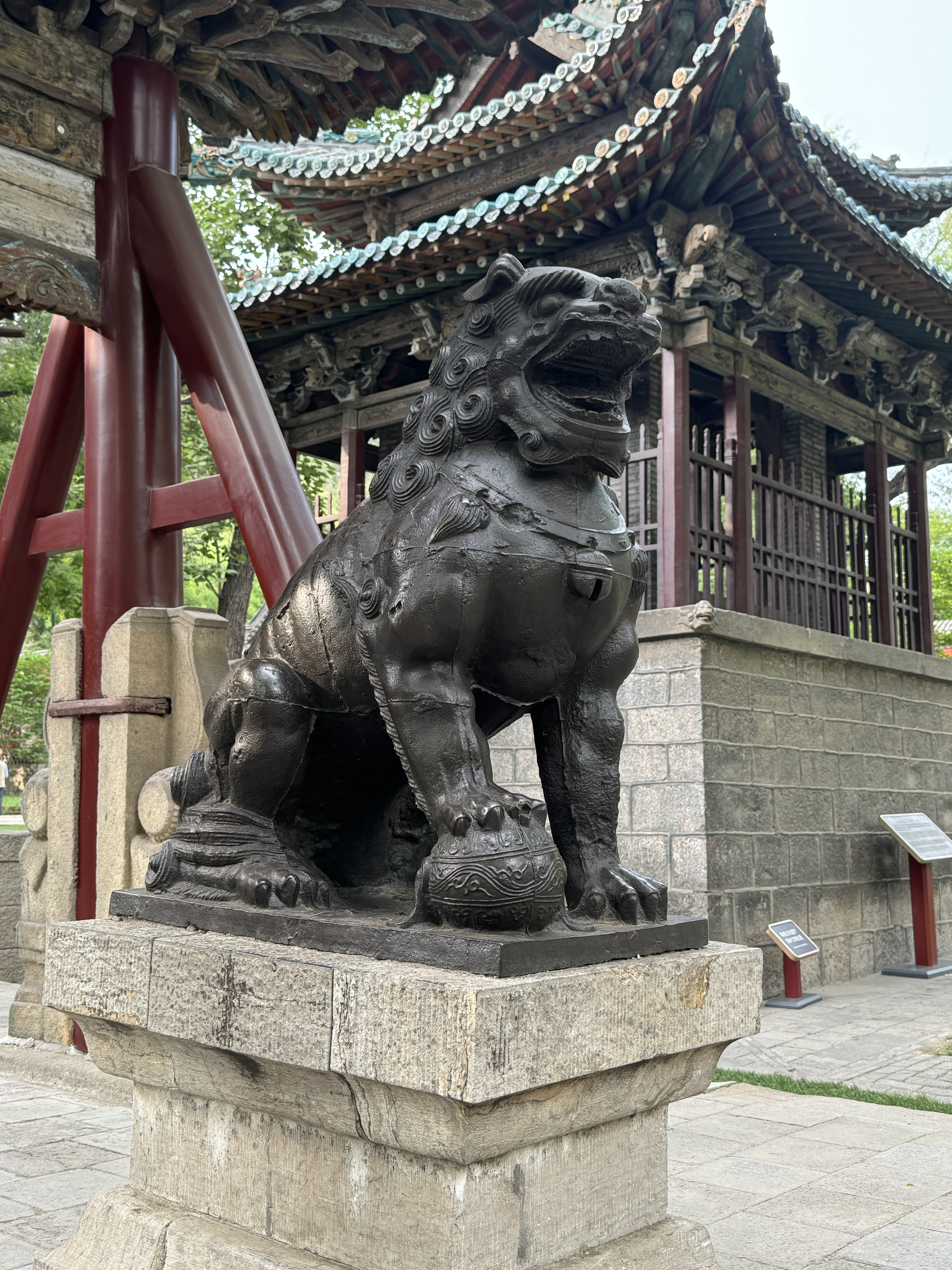
对越坊右侧铁狮

### 献殿

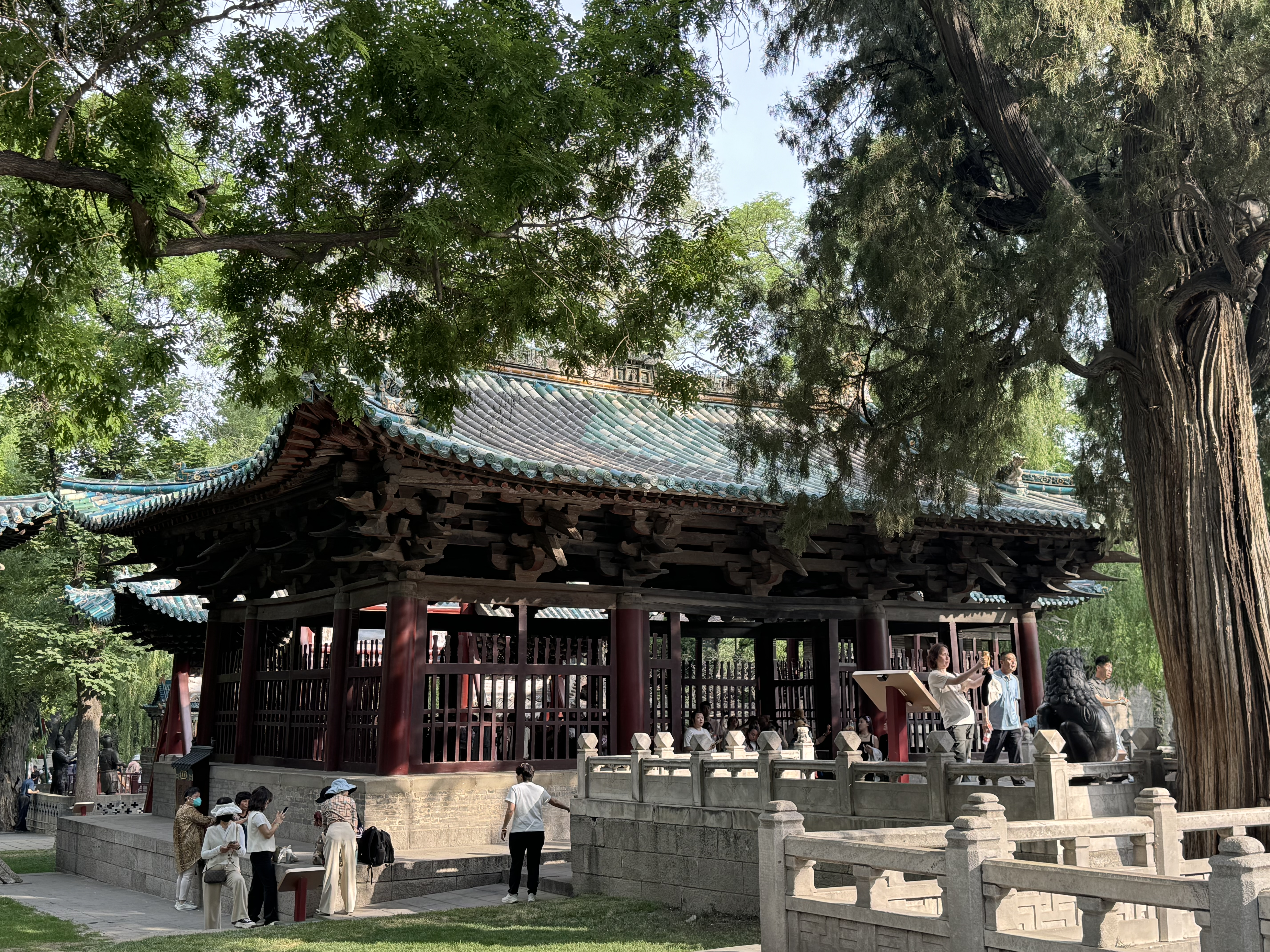
金代献殿

献殿是“晋祠三宝”之一，建于金大定八年（1168年），位于鱼沼飞梁和圣母殿前方，为祭祀圣母时摆放贡品的场所。殿高9.75米，面阔三间，进深四椽，单檐歇山顶。殿角柱生起，翼角飞起。柱头铺作为五铺作双下昂，下昂为琴面昂。补间铺作为单杪单下昂，耍头为昂型，下昂为批竹昂。梁架简洁，为四椽栿上搭驼峰架平梁。平梁上有叉手和蜀柱。梁思成在1934年《晋汾古建筑预查纪略》中称赞献殿结构“献殿的梁架，只是简单的四椽栿上放一层平梁，梁身简单轻巧，不弱不费，故能经久不坏。”

殿按照形式和构造来说应属于殿堂性建筑物，但是殿四周并无围墙或门窗。此类殿堂形如一座凉亭，在中国古代建筑中少见。殿柱间栏杆在《营造法式》中专门名称为“叉子”。

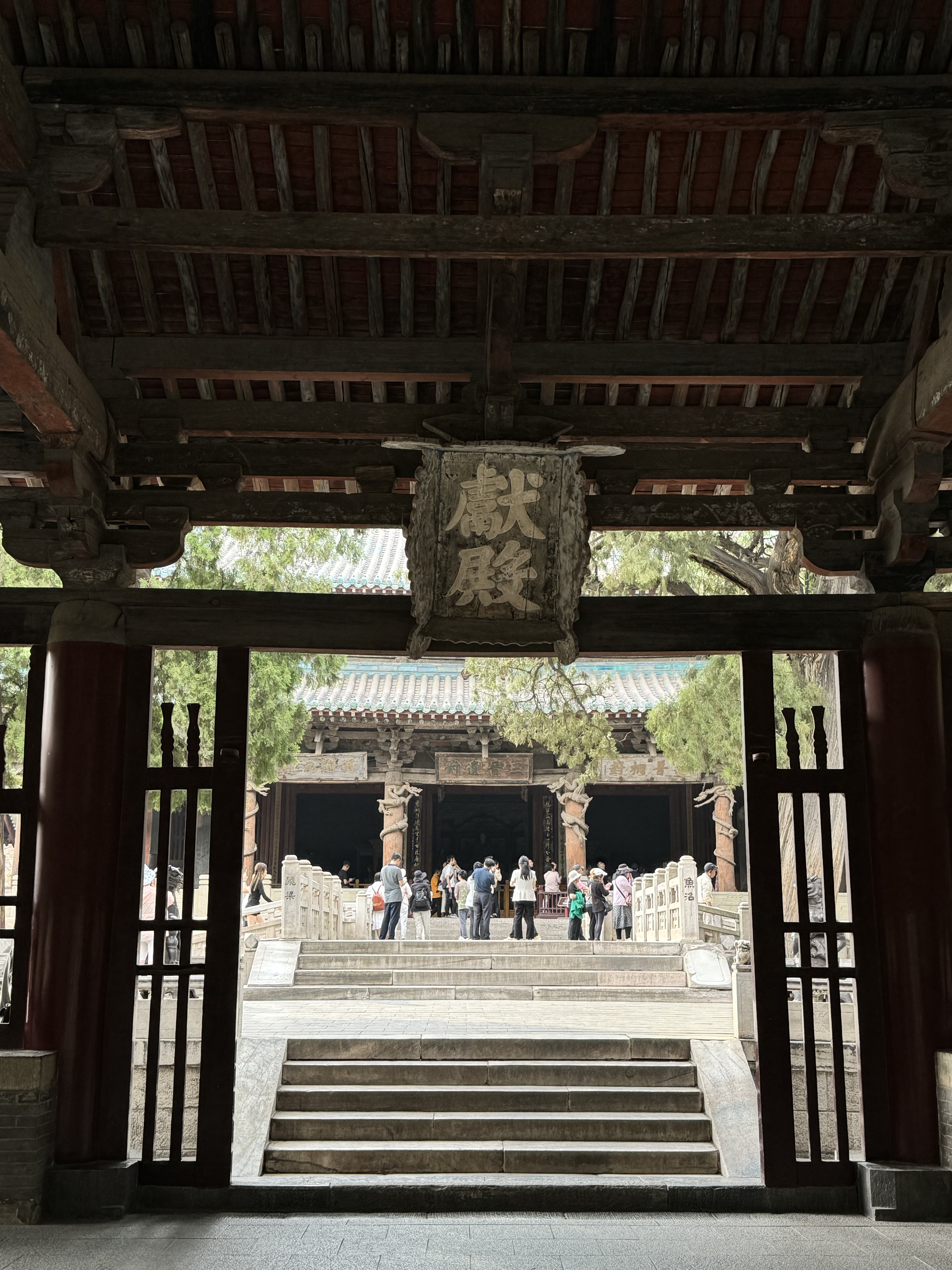
献殿内望向圣母殿
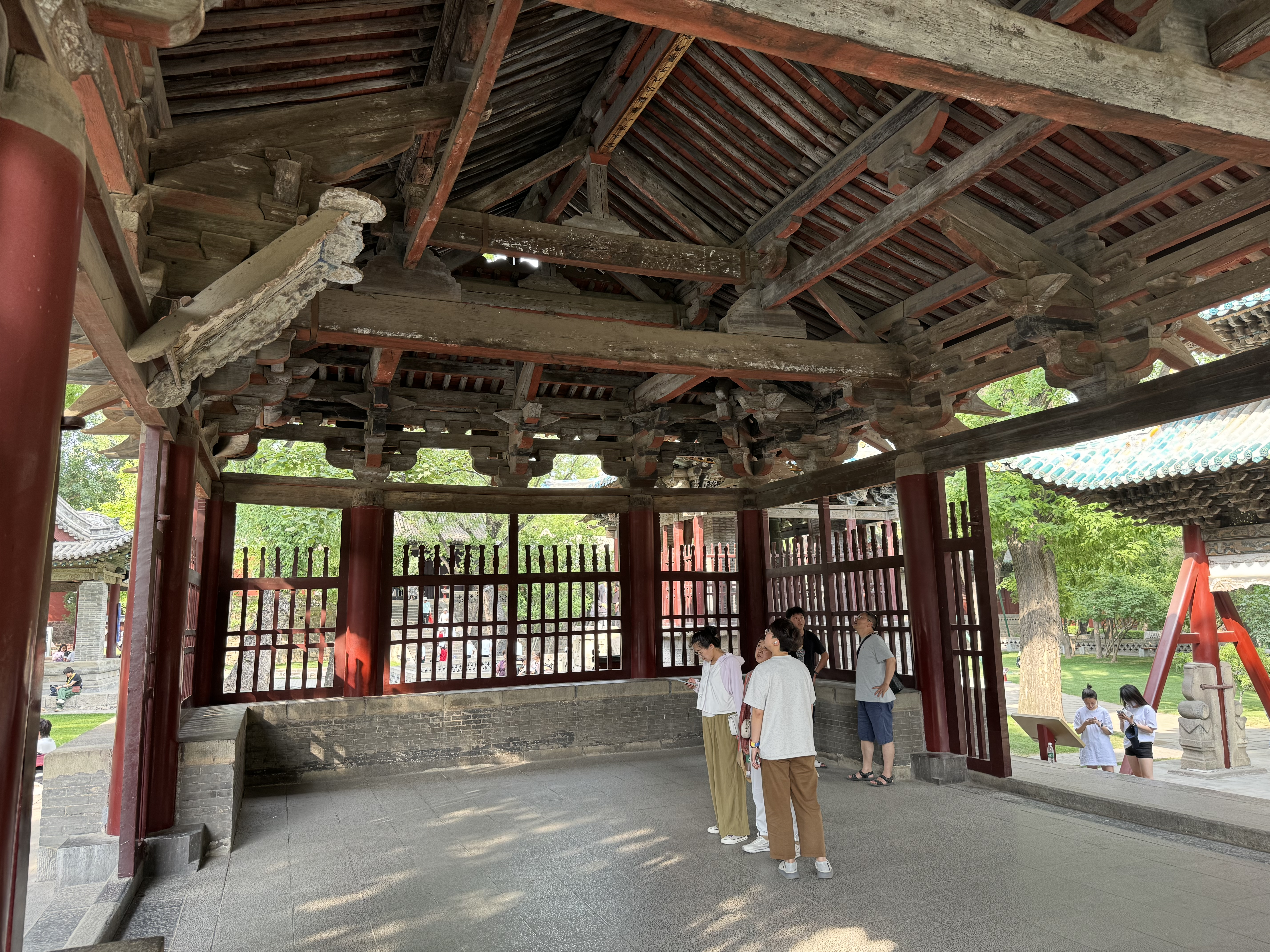
献殿内部
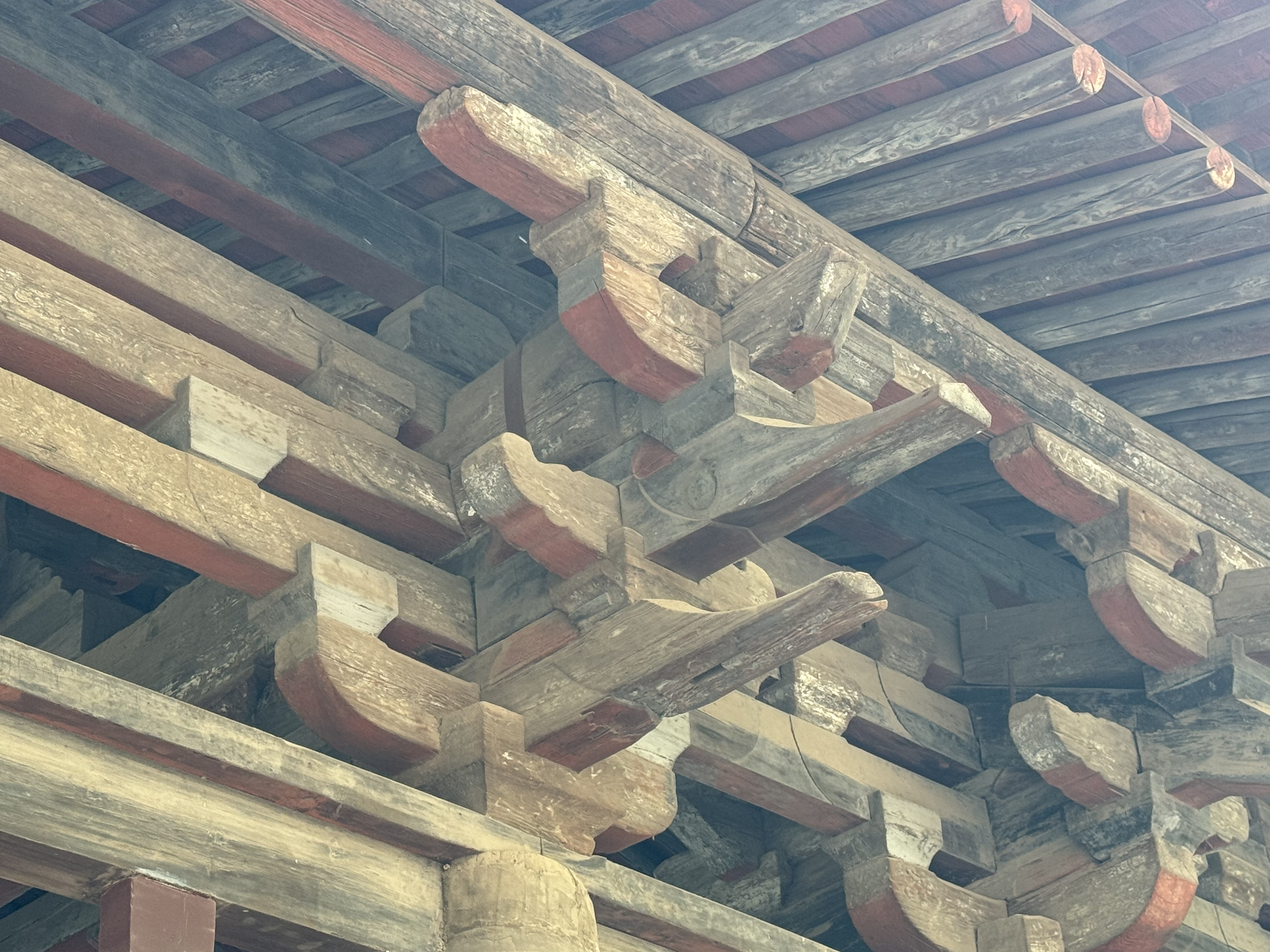
柱头铺作-五铺作双下昂
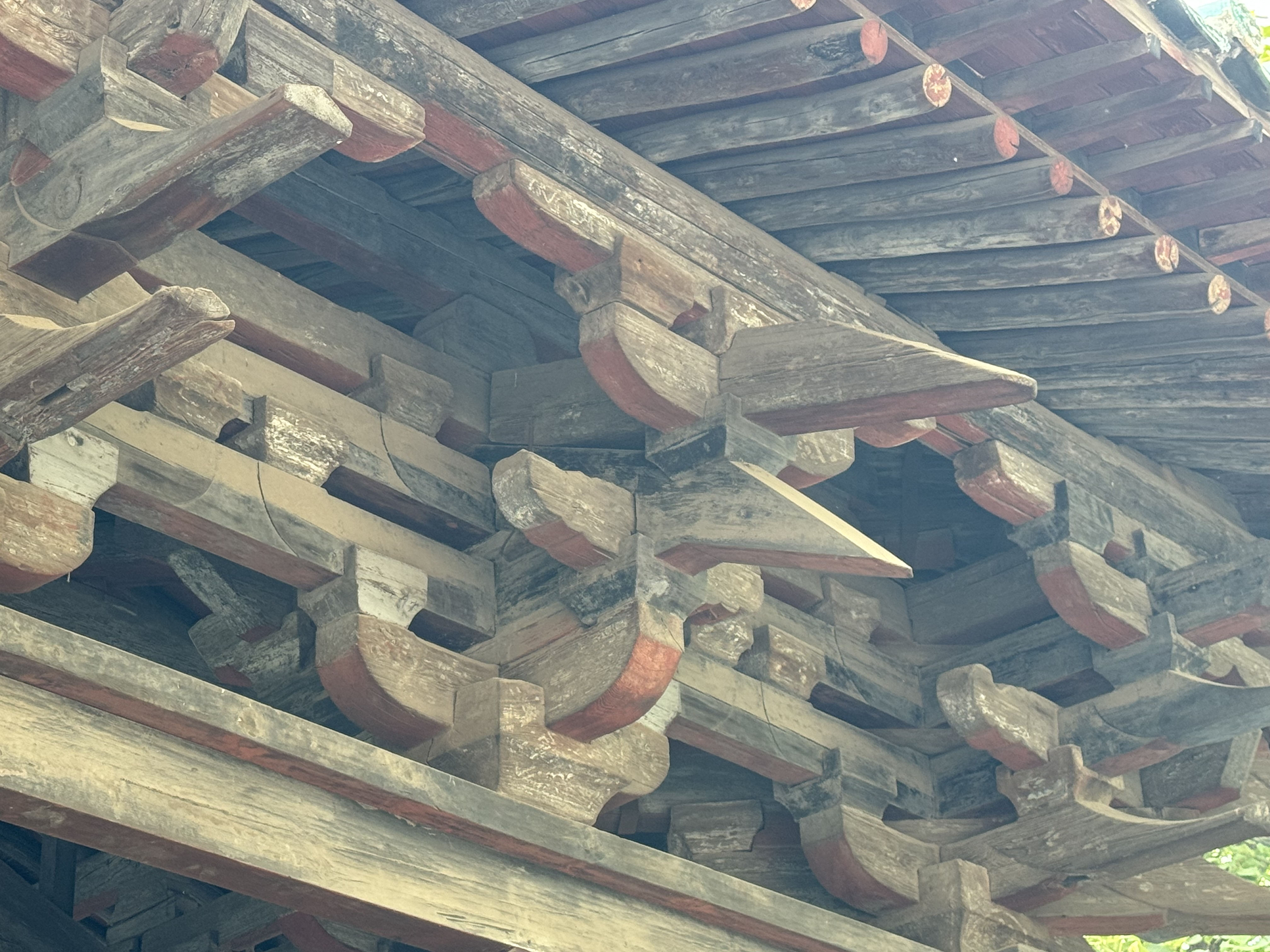
补间铺作-五铺作单杪单下昂
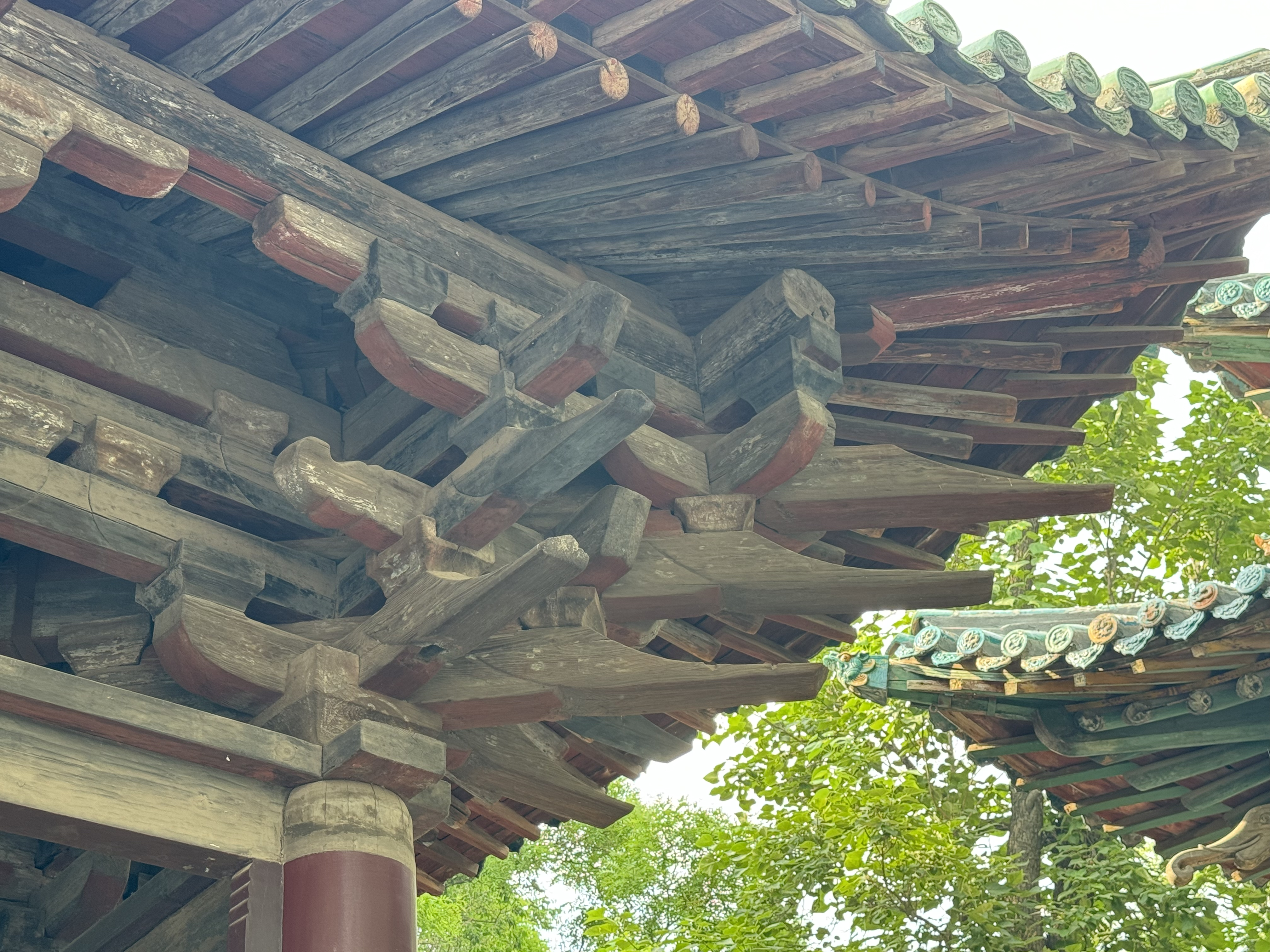
转角铺作
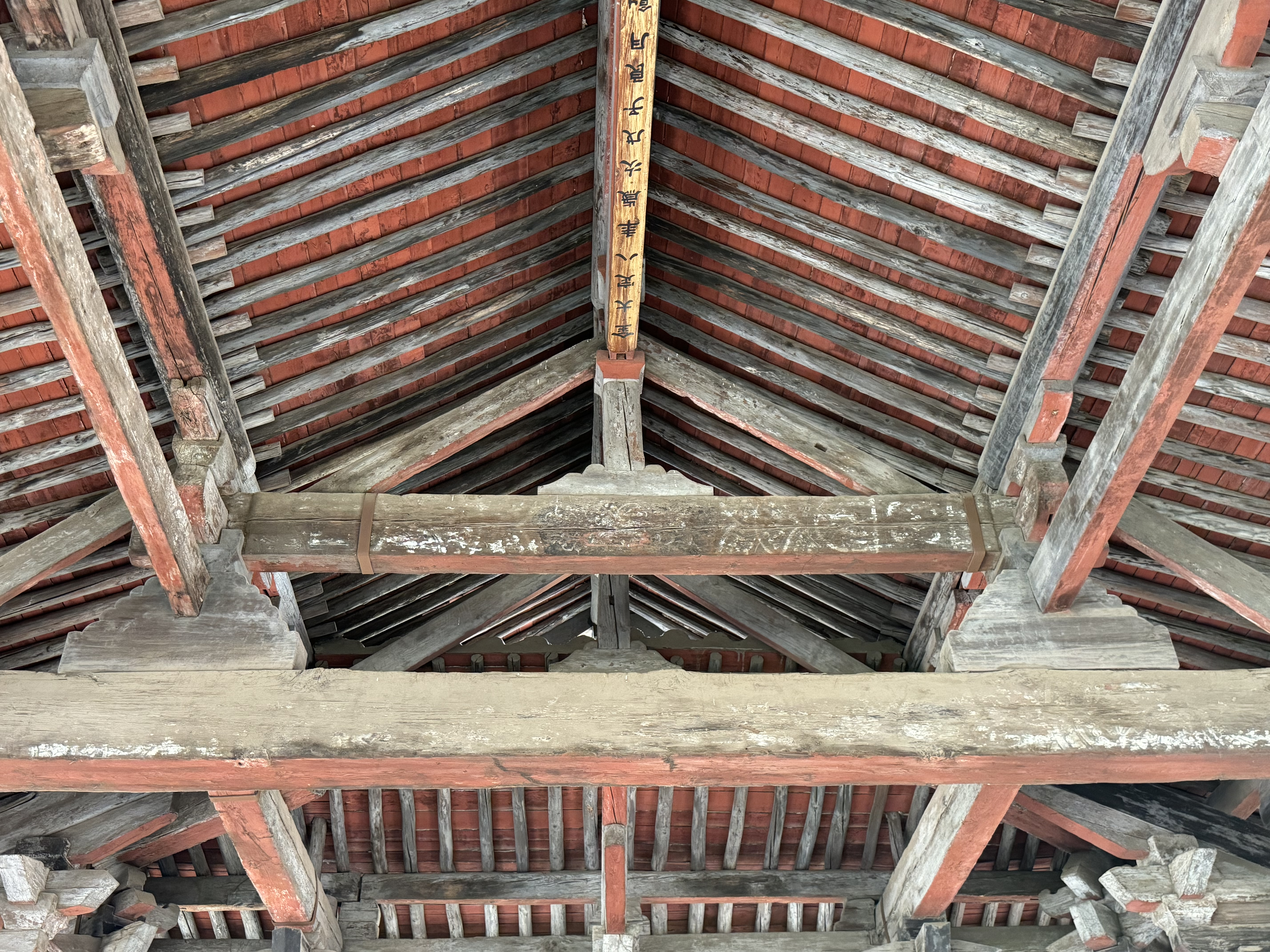
叉手和蜀柱

### 鱼沼飞梁

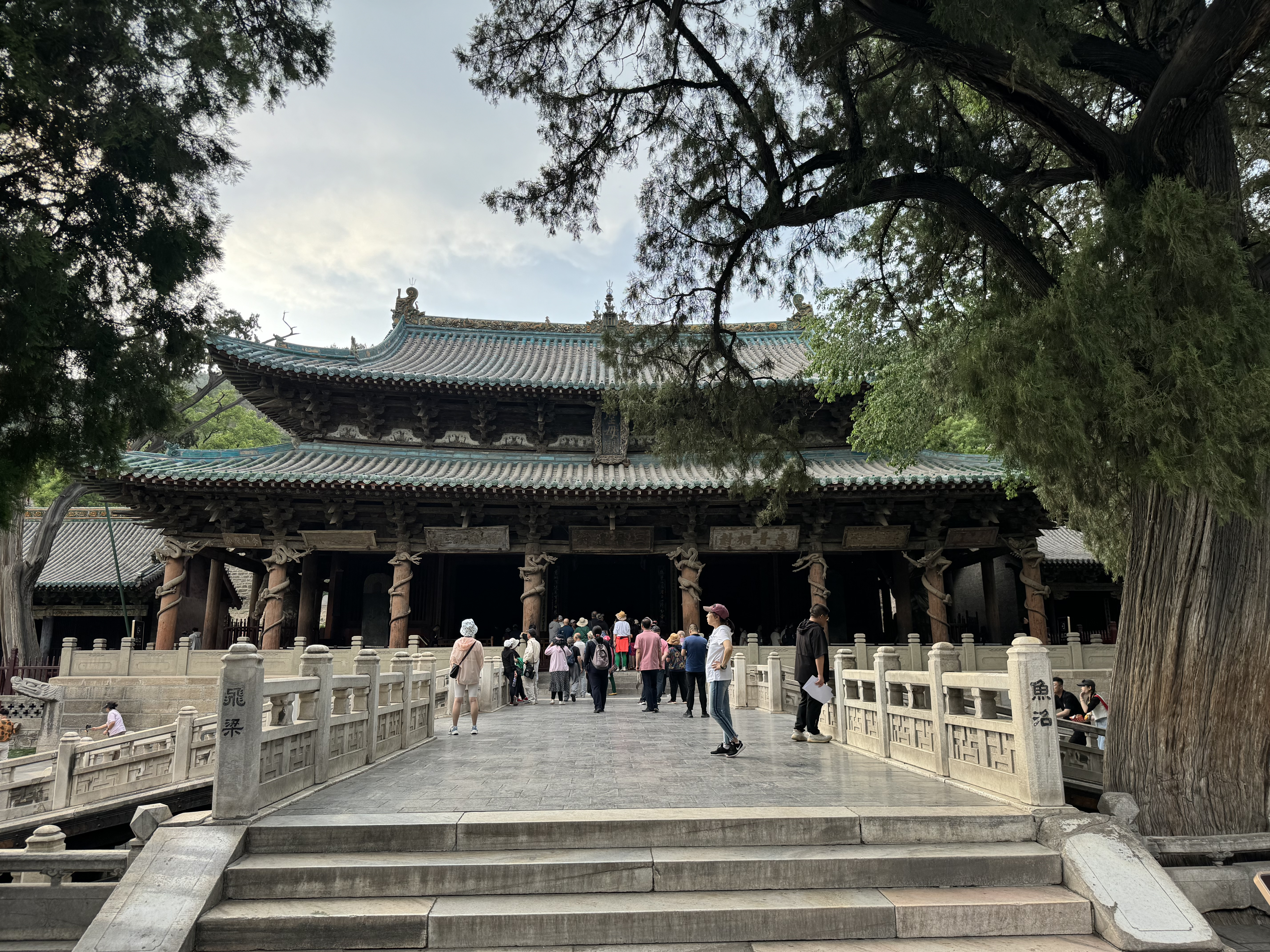
鱼沼飞梁和西面的圣母殿

鱼沼飞梁是“晋祠三宝”之一，位于献殿以西，起连接圣母殿之用。全沼为一方形水池，是晋水的第二泉源。古人以方形为沼，又因为水中多鱼，故名“鱼沼”。池中立三十四根八棱形石柱，柱顶架斗拱和梁木承托著十字形桥面立于水池上方，曰“飞梁”。东西桥面长十九点六米，宽五米，高出地面一点三米，西端分别与献殿和圣母殿相连接；南北桥面长十九点五米，宽三点三米，两端下斜与地面相平。桥结构最底端为水下的柱础，八棱石柱柱底覆盆式莲瓣柱础有北朝遗风。桥石柱上架木斗拱，斗口十字相交来承接梁，额与横梁，梁上架十字石桥面。木斗栱与梁枋的交互作用，其改变了桥面左右的推力的传递，使得石桥面所受力可向下传至石桥柱。石桥柱荷载木梁枋，而木梁枋同时又承托石桥面。这种巧妙的力学设计让整个鱼沼飞梁可以凌驾于水面近千年。
飞梁始建年代和旧址都不详，根据《水经注》記载，北魏时已有飞梁之设。现存桥是1955年按原样修缮的，依照的是1955年之前尚存的北宋时期重建的鱼沼飞梁（现石柱和斗拱保留了1955年以前的样貌，但现桥面栏杆是建国后按《营造法式》仿制）。鱼沼飞梁是中国现存最早的水陆立交桥，也是此种十字形桥梁样式现存孤例。鱼沼飞梁作为殿前平台的形制也是现存孤例。梁思成在《中国古建》中称赞鱼沼飞梁“这种形制奇特，造型优美的十字形桥式，虽在古籍中早有记载，古书中偶有所见，但现存实物仅此一例。”

鱼沼飞梁前有珍贵的北宋铁狮，狮身上有题记“政和八年四月二十六日”为公元1118年。梁思成在1934年《晋汾古建筑预查纪略》中称赞二狮“极精美，筋肉真实，灵动如生”。

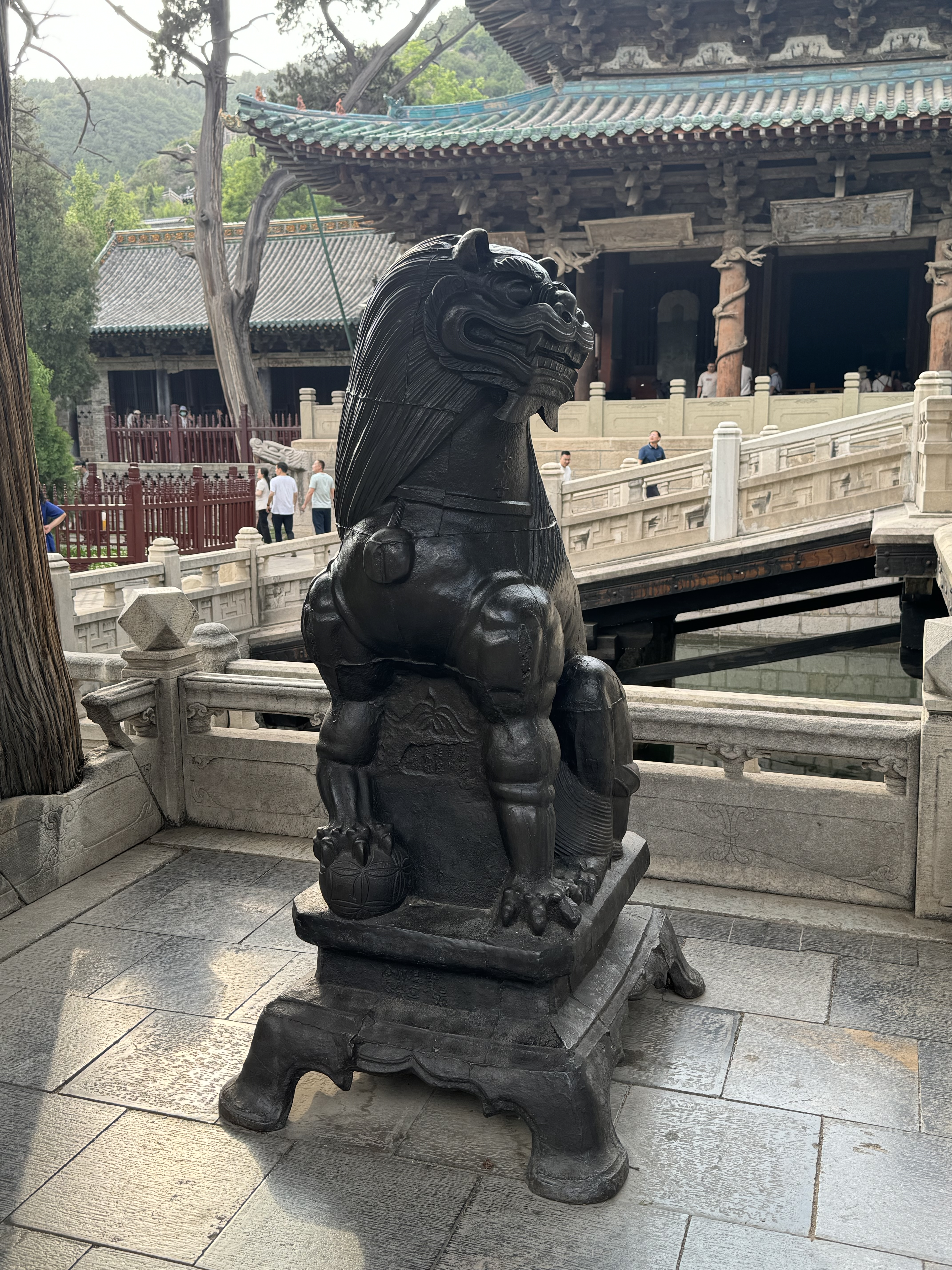
鱼沼飞梁前左侧铁狮
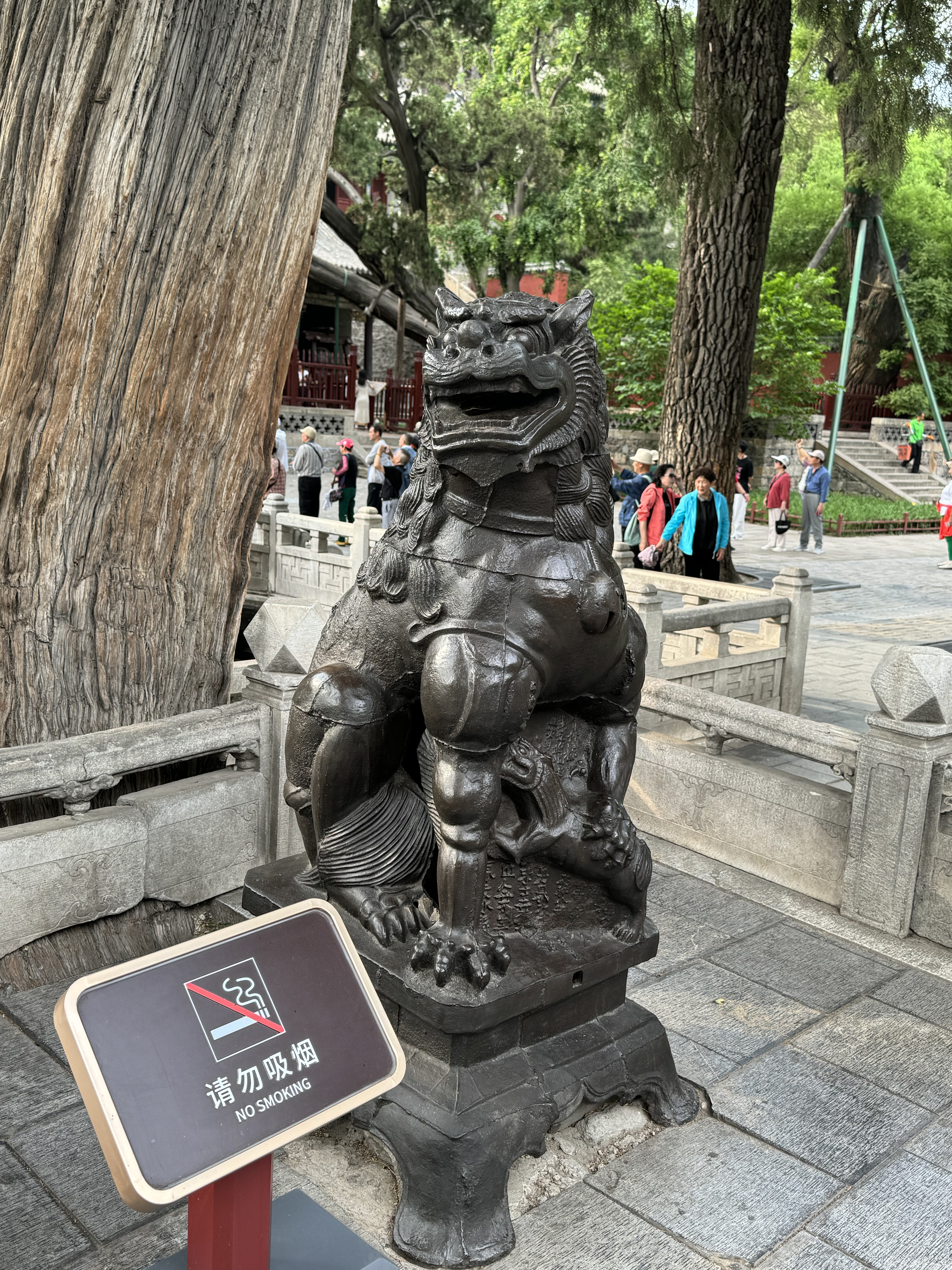
鱼沼飞梁前右侧铁狮
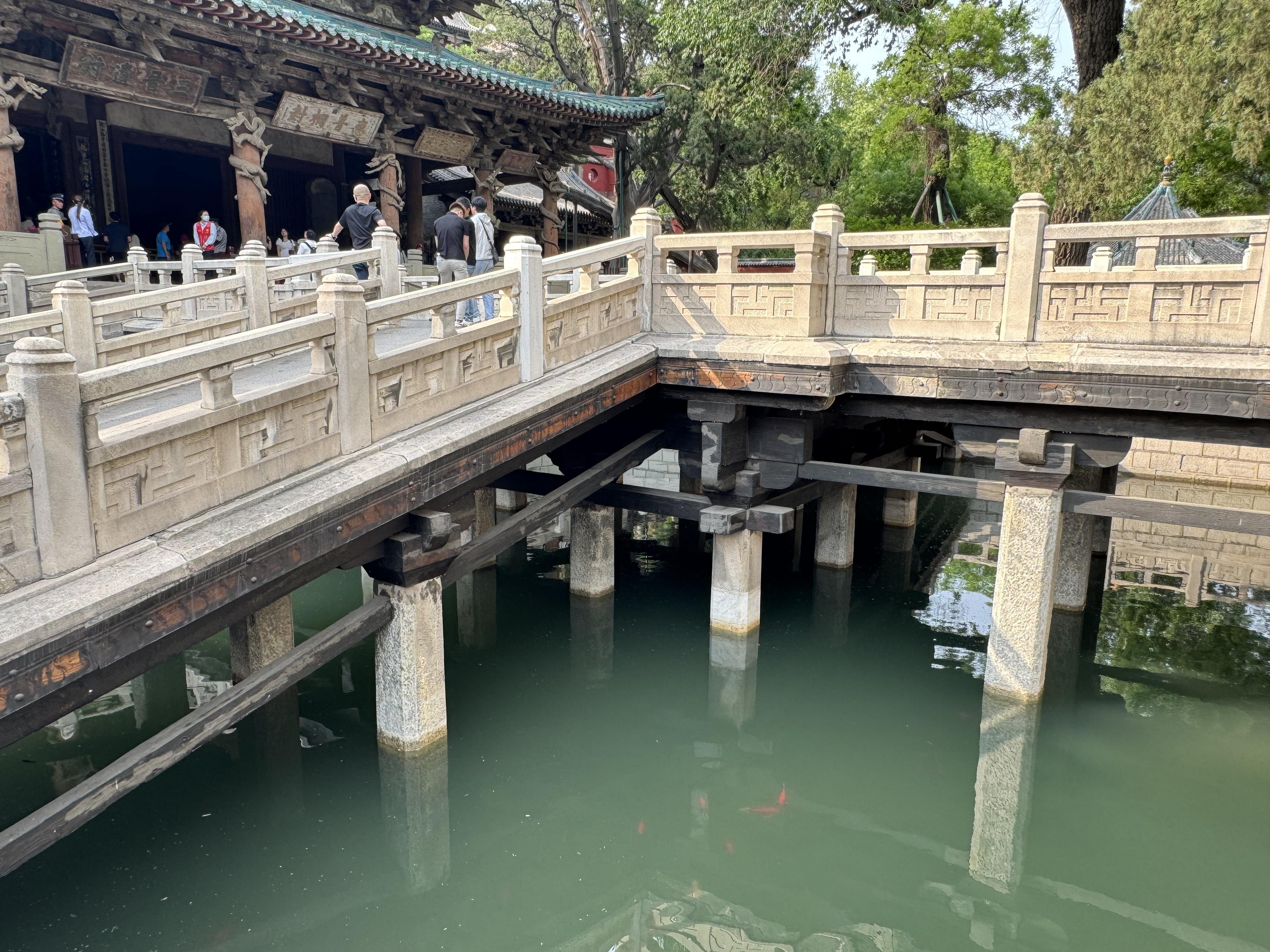
鱼沼飞梁
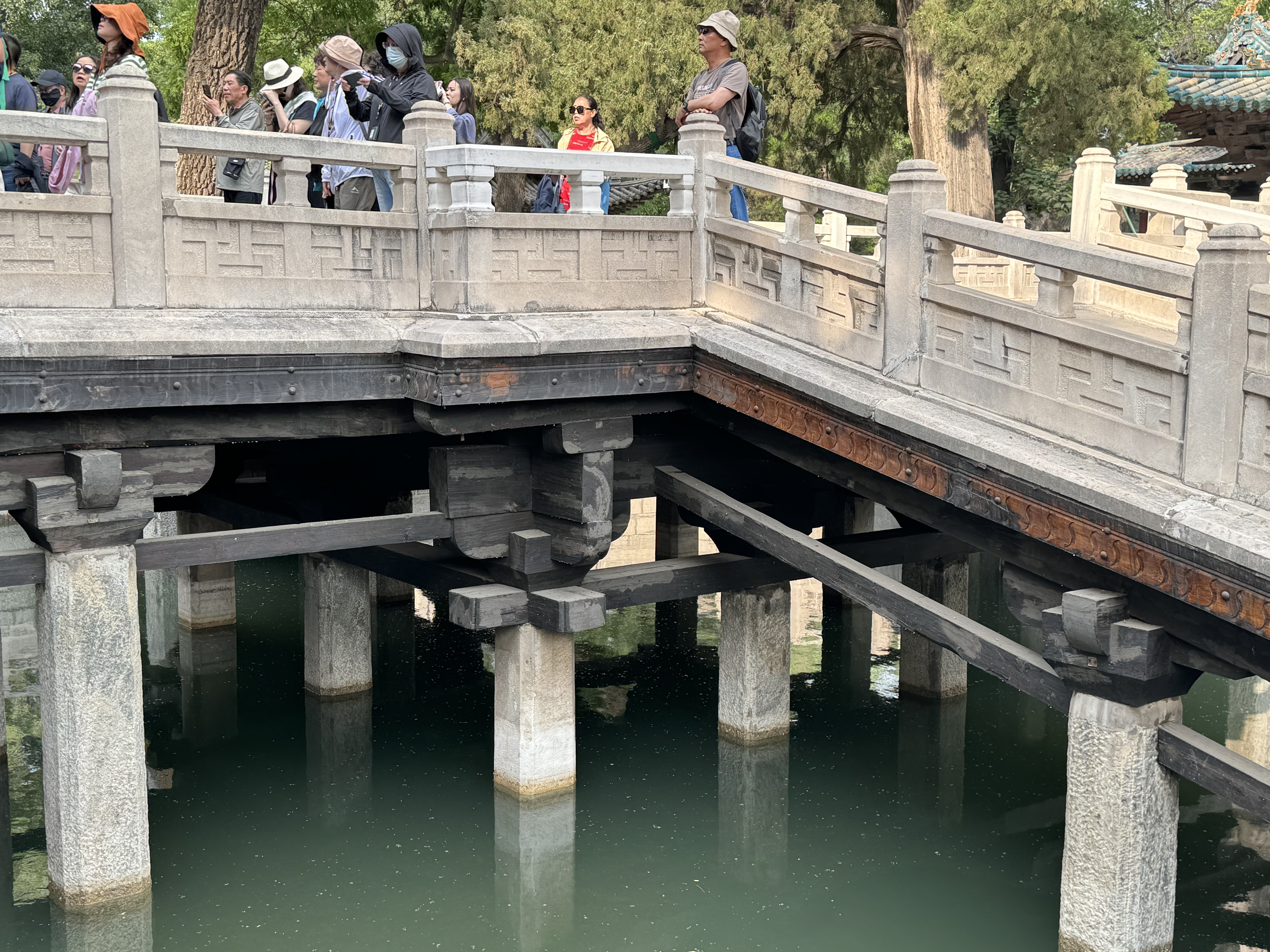
鱼沼飞梁

### 圣母殿

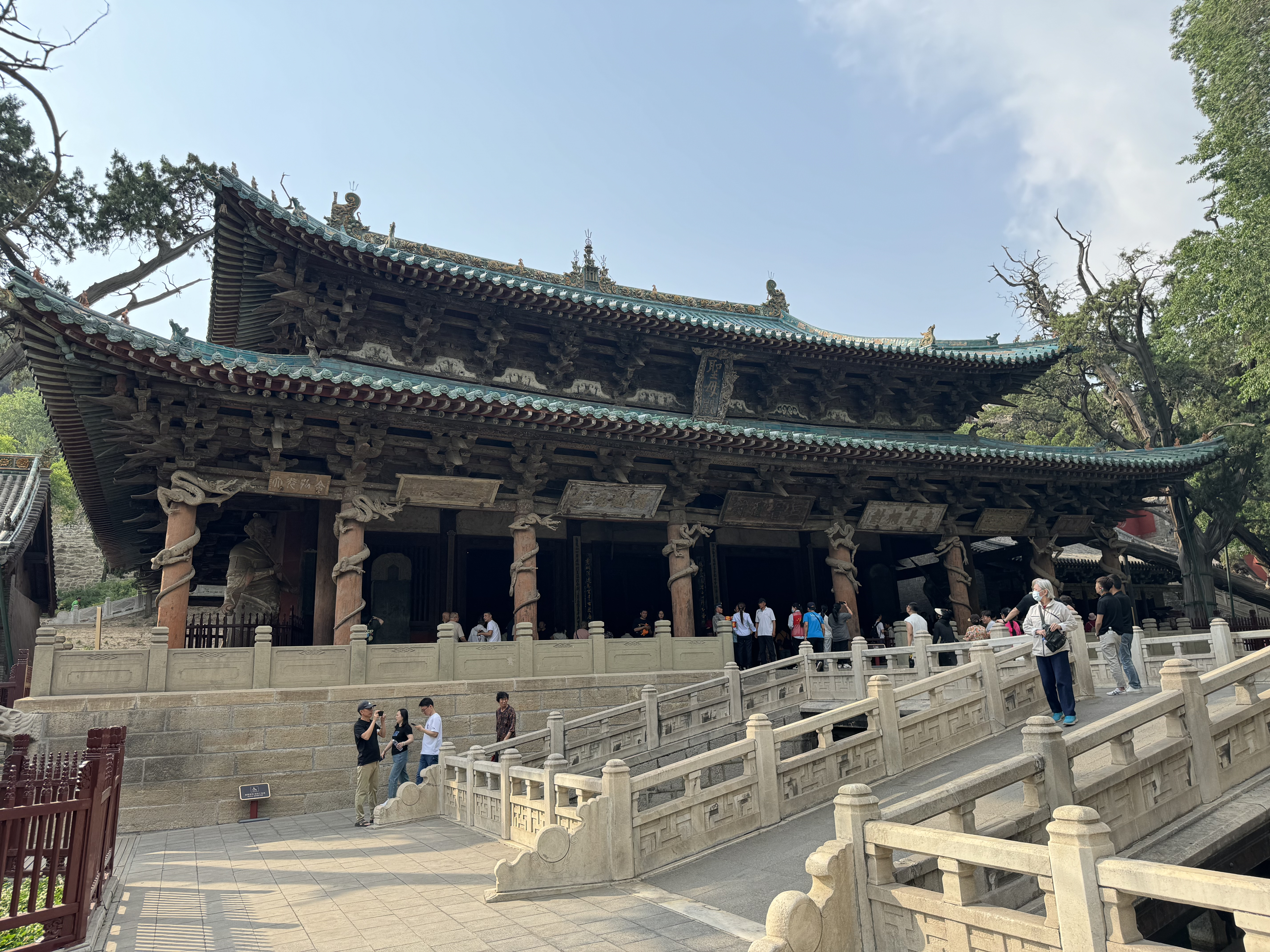
北宋圣母殿

圣母殿是“晋祠三宝”之一，始建于北宋天圣年间（1023年-1032年），重修于北宋崇宁元年（1102年）。圣母殿是现今晋祠内最古老的建筑。晋祠圣母殿，坐西朝东。殿为重檐歇山顶，面阔七间，进深六间（八架椽）。殿近似方形，高约十九米，有侧角和明显的生起。上檐（重檐歇山顶上层）补间铺作为六铺作单杪双直昂。柱头为六铺作双杪单下昂，昂形耍头。下檐补间铺作为五铺作单杪单下昂，昂形耍头。柱头为五铺作双直昂，蚂蚱耍头。由于圣母殿历史上前后经历了三次营造，所以现存殿宇上的构件规格不甚一致。

#### 圣母殿空间
圣母殿作为朝拜功能的殿宇，其必须有大面积的殿前空间。圣母殿运用了《营造法式》中“副阶周匝”的构造处理方法，殿进深两间的前廊让整个大殿前厅显得非常空阔（一般中国古建中殿前廊多为一间或无前廊），让人在朝拜圣母时更可感受到建筑的气势。在此基础上，殿内外采用《营造法式》中所述“减柱法”的单槽式的结构。其为保留一排内柱，左右后三面各为深一间的回廊，承接下檐。廊柱和檐柱成为承托殿顶压力的主要受力部分。殿内空间和前廊因为减少了柱子，显得更为空旷。

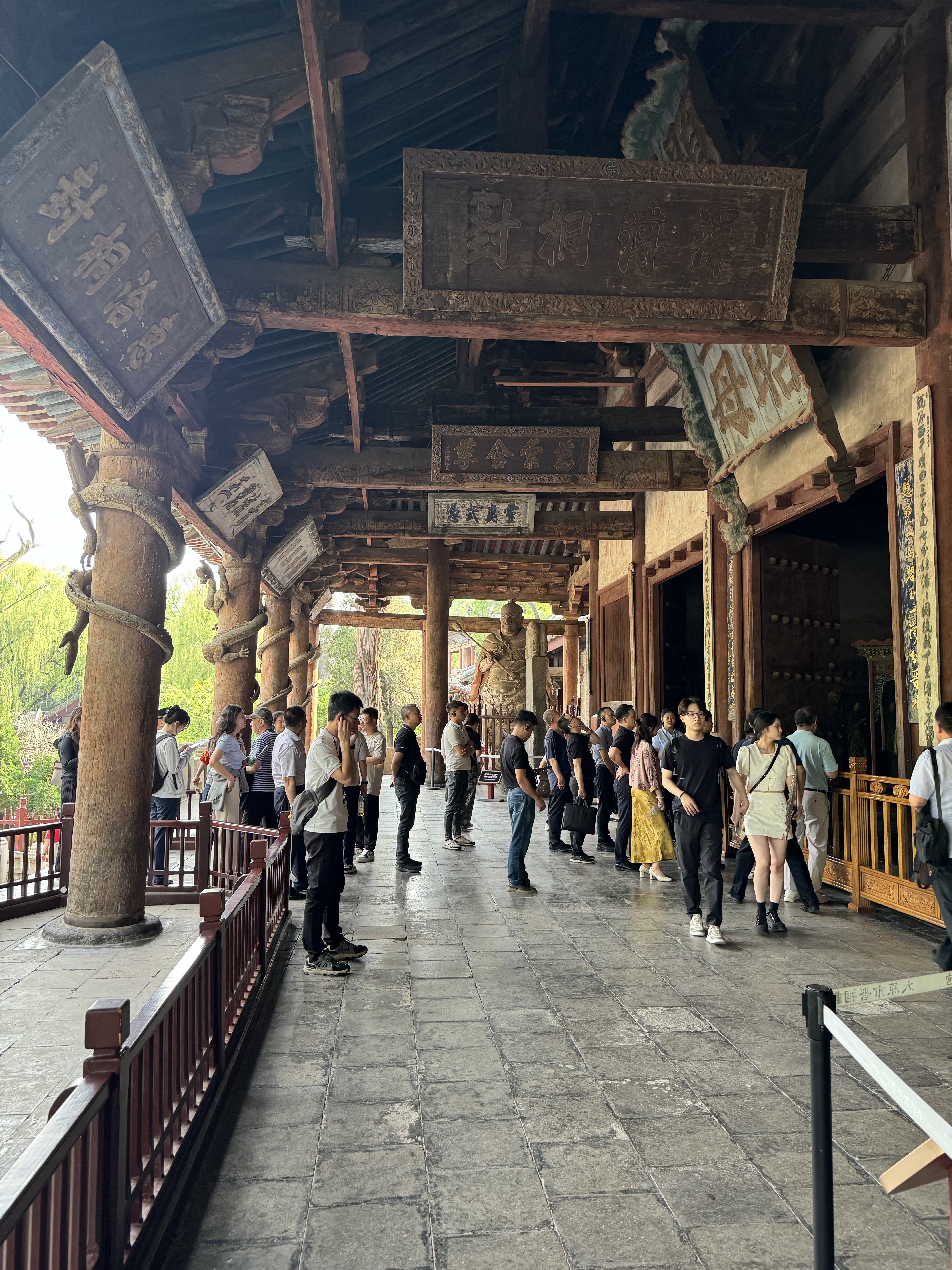
圣母殿前廊
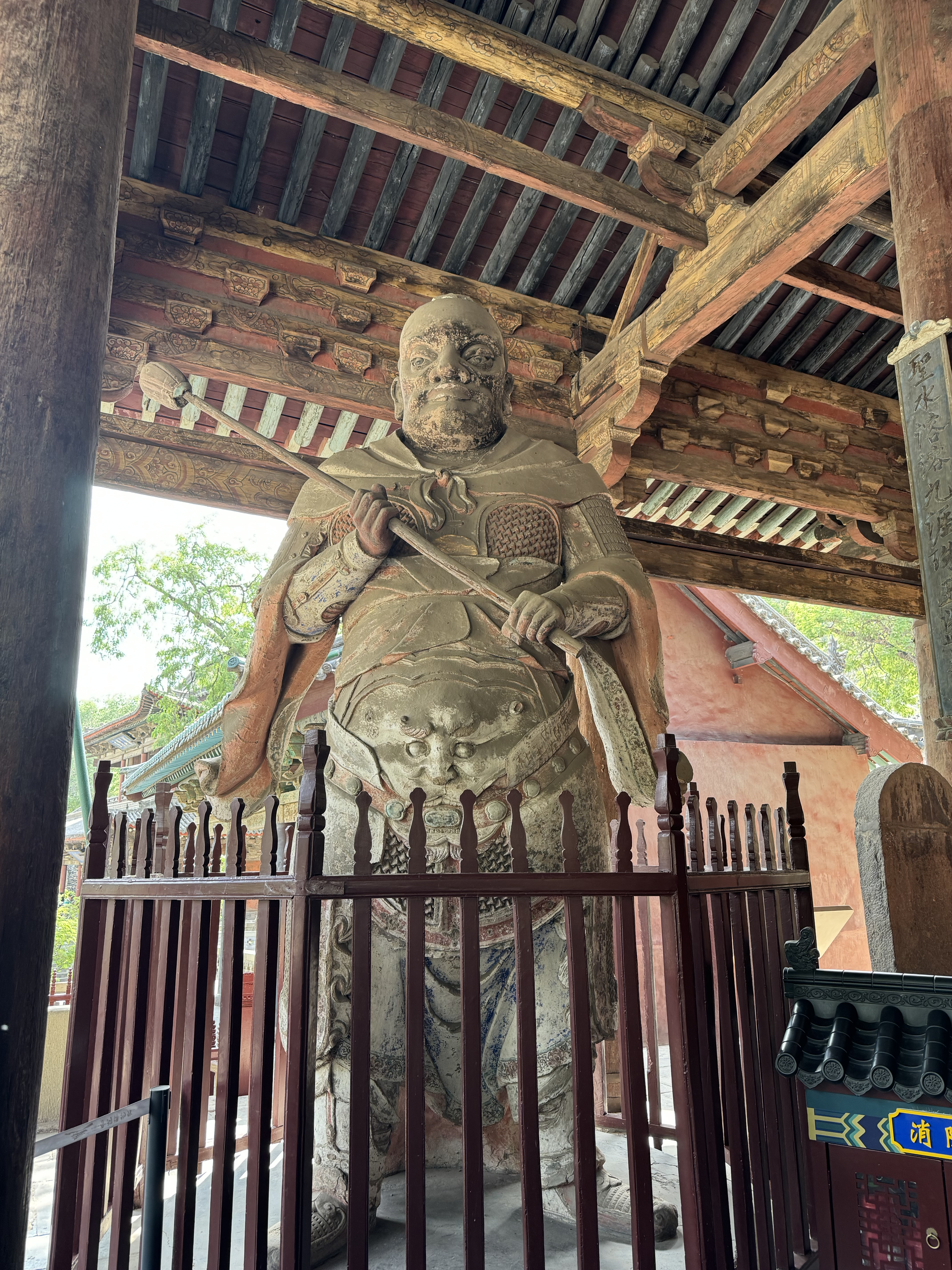
南侧将军-近代后补彩塑
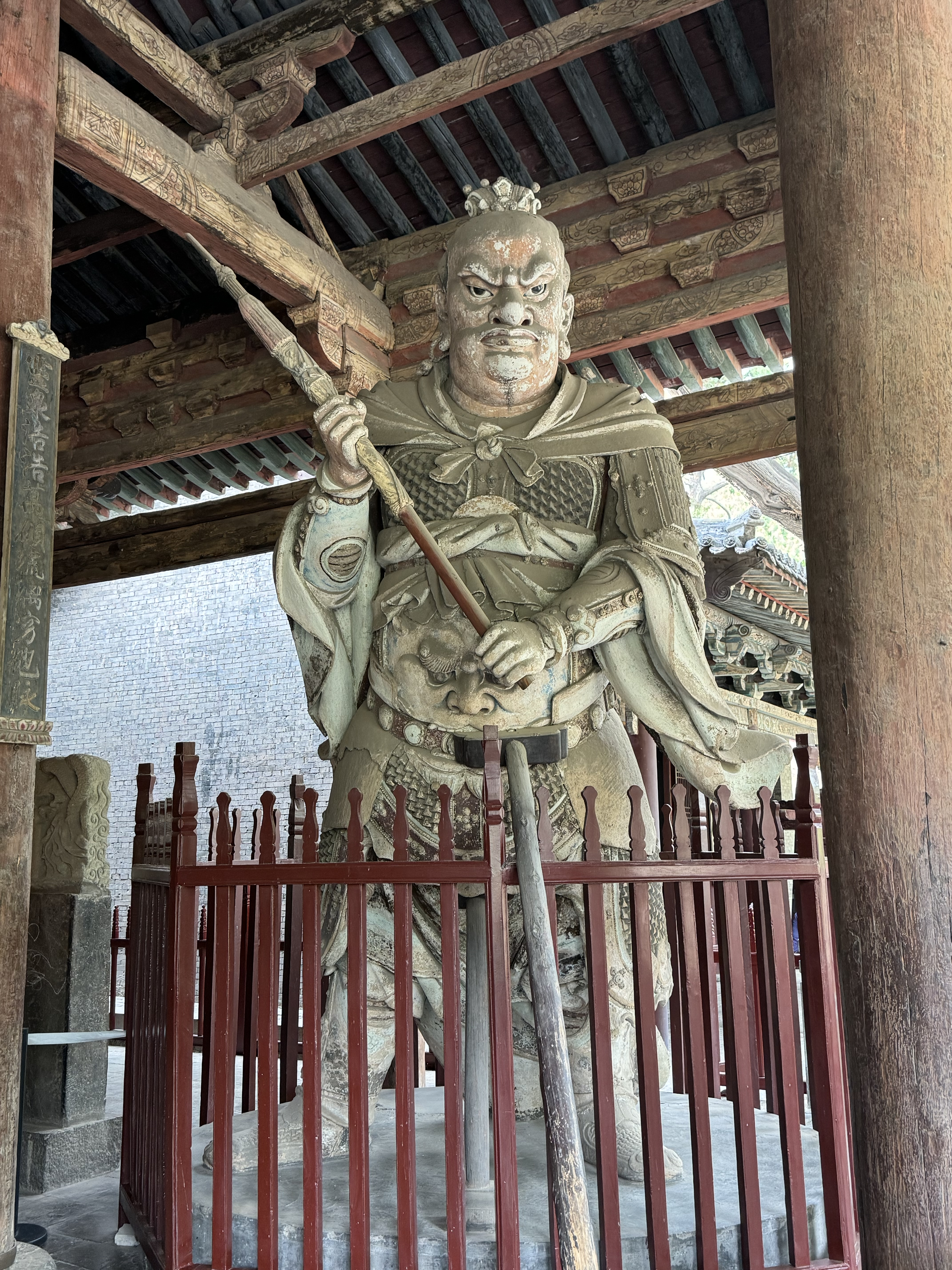
北侧将军-宋代彩塑

#### 盘龙柱

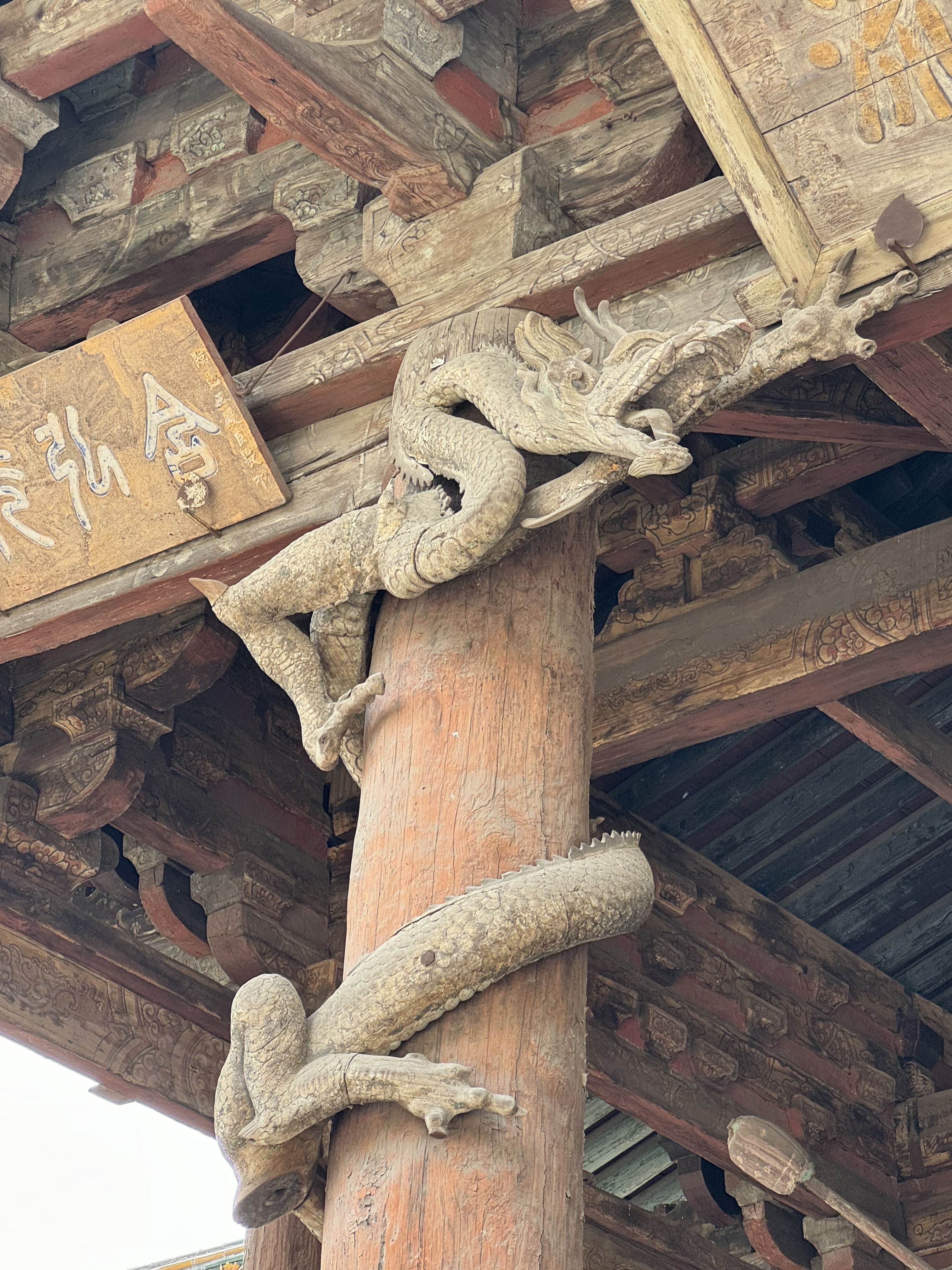
圣母殿北宋盘龙柱

圣母殿前廊柱有北宋时期八根木雕盘龙（每一柱一条盘龙），这八条为中国现存的最早木盘龙。 此八根盘龙柱为龙和柱分开雕凿。先雕圆柱，后将盘龙用榫卯结构拼接盘在柱子上。

#### 圣母殿宋塑侍女像
晋祠三绝”之一。圣母殿内有彩塑43尊(2尊为明朝补塑，其余为北宋时期)，主像圣母端坐木制的神龛（木神龛为后代所加）里，其余42尊侍从分列龛外两侧，圣母凤冠蟒袍，神态端庄，侍从手中各有所奉，或侍饮食起居，或梳洗洒扫等，是宫廷生活的具体写照。塑像十分生动，充分地表现出人的神情，各个塑像神态自然，神情各异，塑工高超，是中国宋代彩塑中的精品。

#### 周柏和隋槐

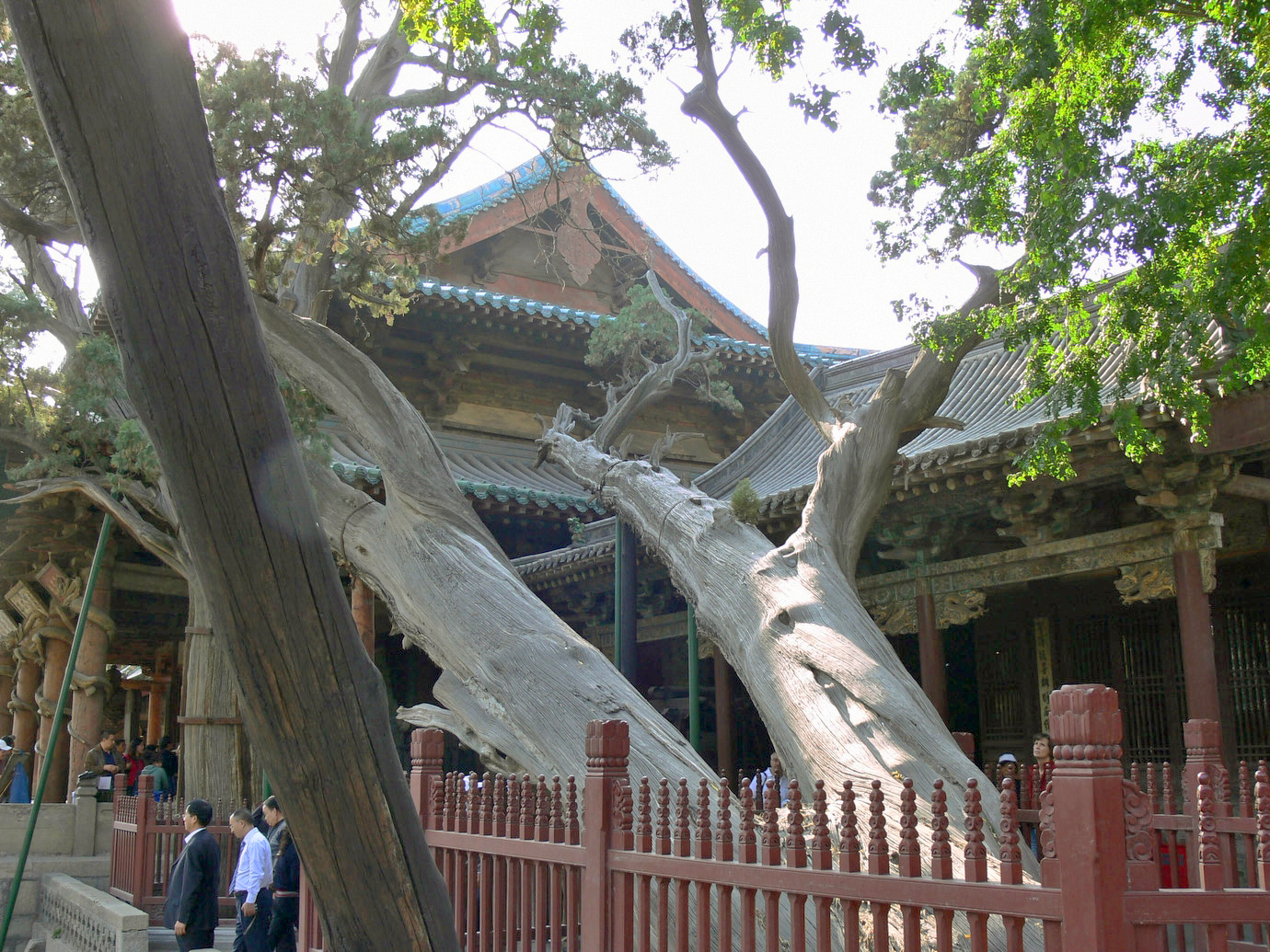
周柏

“晋祠三绝”之一。周柏相传为西周时所植，位于圣母殿左侧，树身向南倾斜约与地面成四十度角，枝叶披覆殿宇之上，因形似臥龍故又稱“卧龙柏”。宋代文学家欧阳修赞曰：“地灵草木得余润，郁郁古柏含苍烟”，九百多年前就如此赞叹它的古老了，至今它依然苍劲挺拔，与长流不息的難老泉水和精美的宋塑侍女像被誉为“晋祠三绝”。
隋槐在关帝庙内，老枝纵横，盘根错节。
这些古树年代久远，至今仍然生机勃勃，浓荫四布。郁郁苍苍的古树和晋水三泉相配合，使大殿楼阁掩映在浓荫疏影，静水急流之间，景色异常优美。

## 其他建筑
- 胜瀛楼

建于明末清初。楼高17米，上下两层，西南悬有“栖云”匾额，东西侧则挂“胜瀛”匾额。每年夏至之时，因楼中四面受光，有“胜瀛四照”的誉称。
- 飞龙阁

重建于2007年，二层三檐，面阔三间，进深三间，四周回廊，整体建筑坐落于假山石洞上，有登高远眺之意，游人又可穿行而过。正侧有匾，题曰：“文章千古事，社稷一戎衣。”
- 王瓊祠

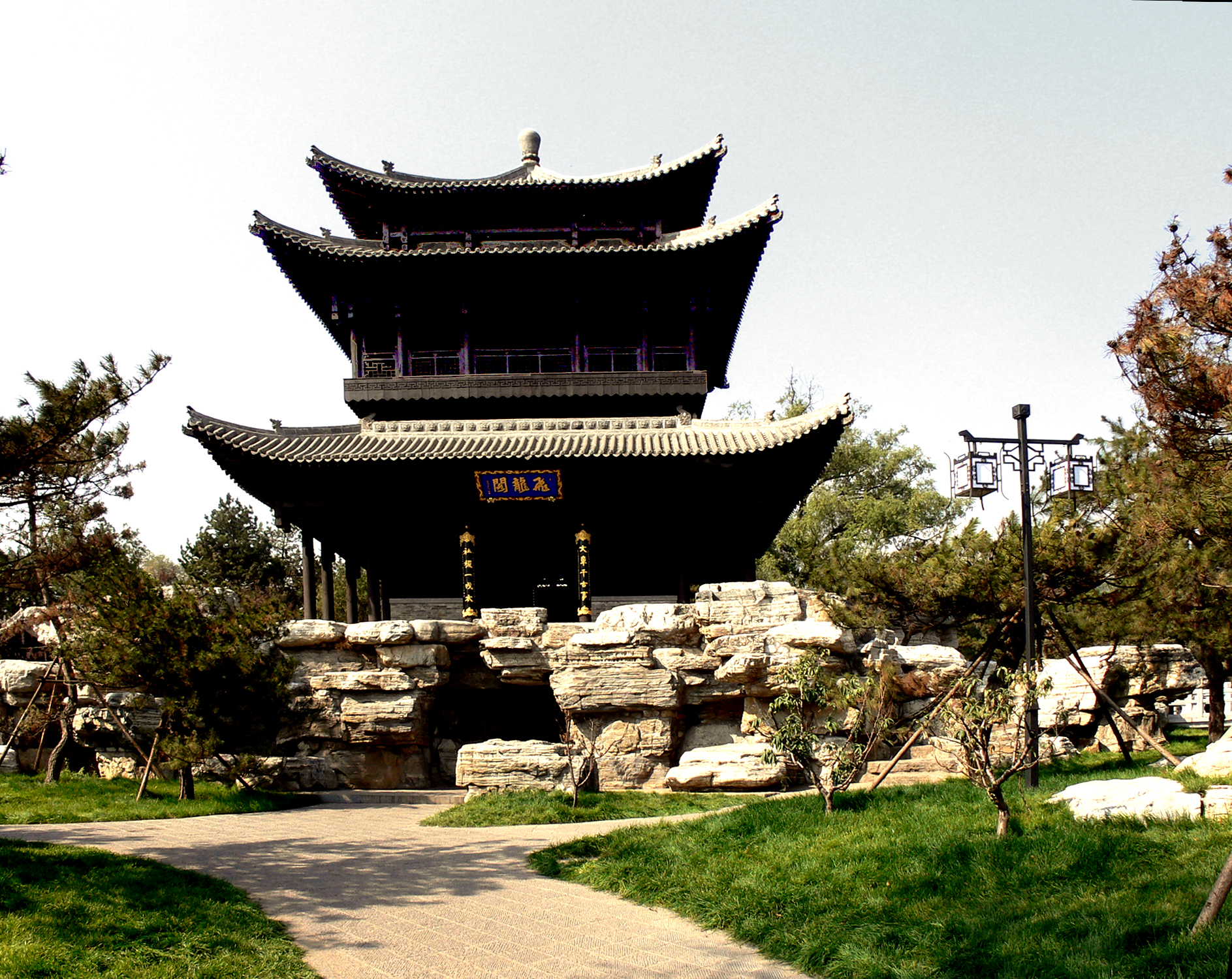
晋祠飞龙阁

为纪念明代嘉靖年间吏部尚书王琼而设。始建于嘉靖十二年（1533年）。王琼生前曾居住于此祠东边的晋溪园。
- 公輸子祠

为纪念传说中的中国木匠的祖先鲁班而设。鲁班，原名公输班，因为他是鲁国人，因此民间俗称鲁班。公输子祠中供奉有鲁班雕像。
- 三聖祠

位于傅山纪念馆以东，建于1.5米高的平台之上，祠内所供奉“三圣”指传说中的药王、真君、黑龙王。
- 晉溪書院

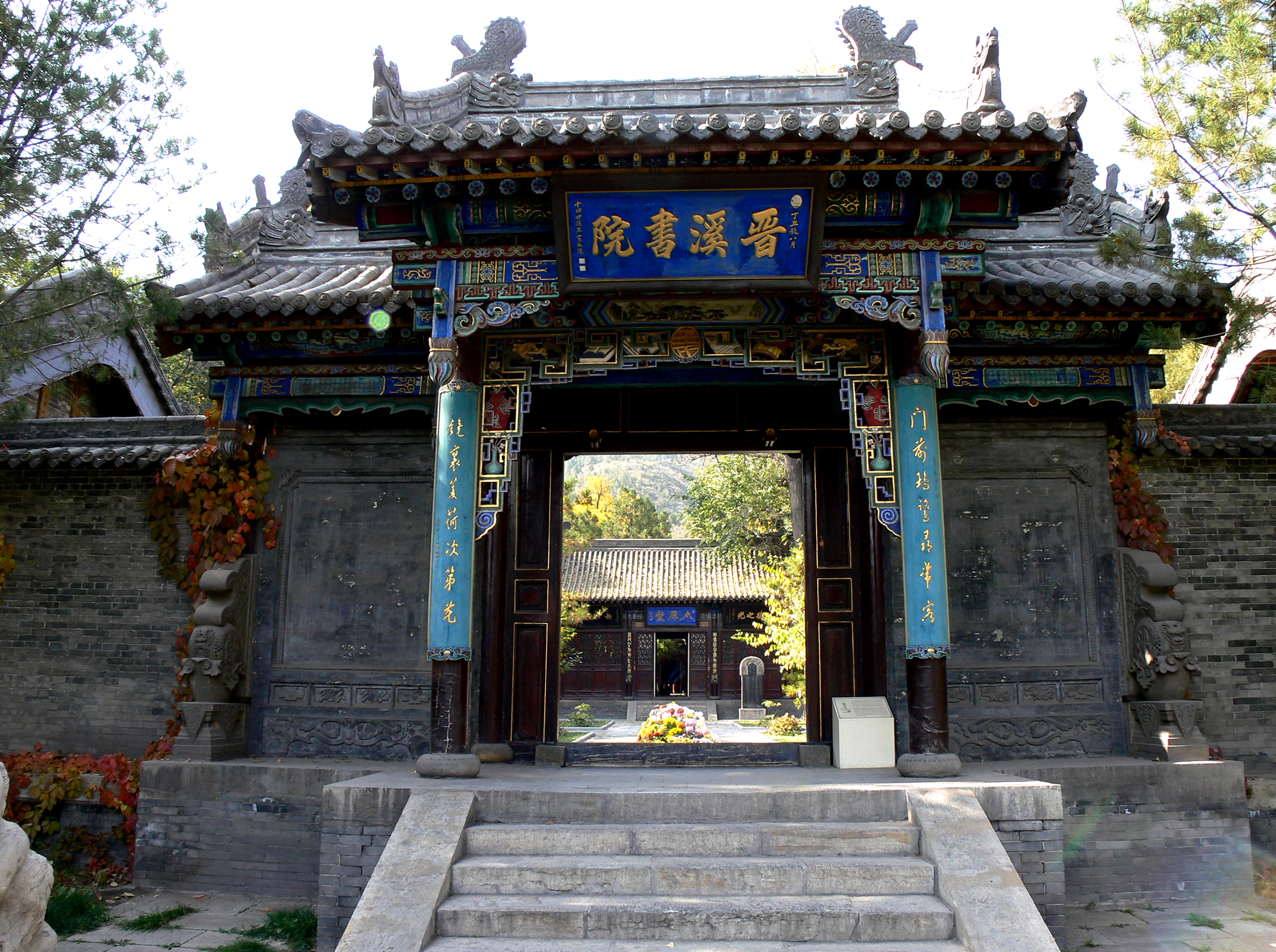
晋溪书院

初名晋溪园，始建于明嘉庆四年（1525），为明代重臣王琼的私人别墅。王琼去世后，他的长子改“晋溪园”为“晋溪书院”，成为王氏子弟学习的场所。
子乔祠为书院中主要建筑。祠中供奉为太原王氏系姓始祖太子晋，本姓姬，名晋，字子乔。
- 舍利生生塔

位于祠中浮屠院中，创建于隋文帝开皇年间，今所见为清乾隆十六年（1751年）重建，是一座楼阁式砖塔。
- 奉圣寺

- 傅山纪念馆

原名同乐亭，现为傅山纪念馆，纪念明末清初的著名文人、侠医傅山（傅青主）。
- 董寿平美术馆

位于晋溪书院东侧，是一組仿古建築，收藏和陈列有董寿平先生捐赠的珍贵书画、遗物、文献资料。
- 难老泉

“晋祠三绝”之一。

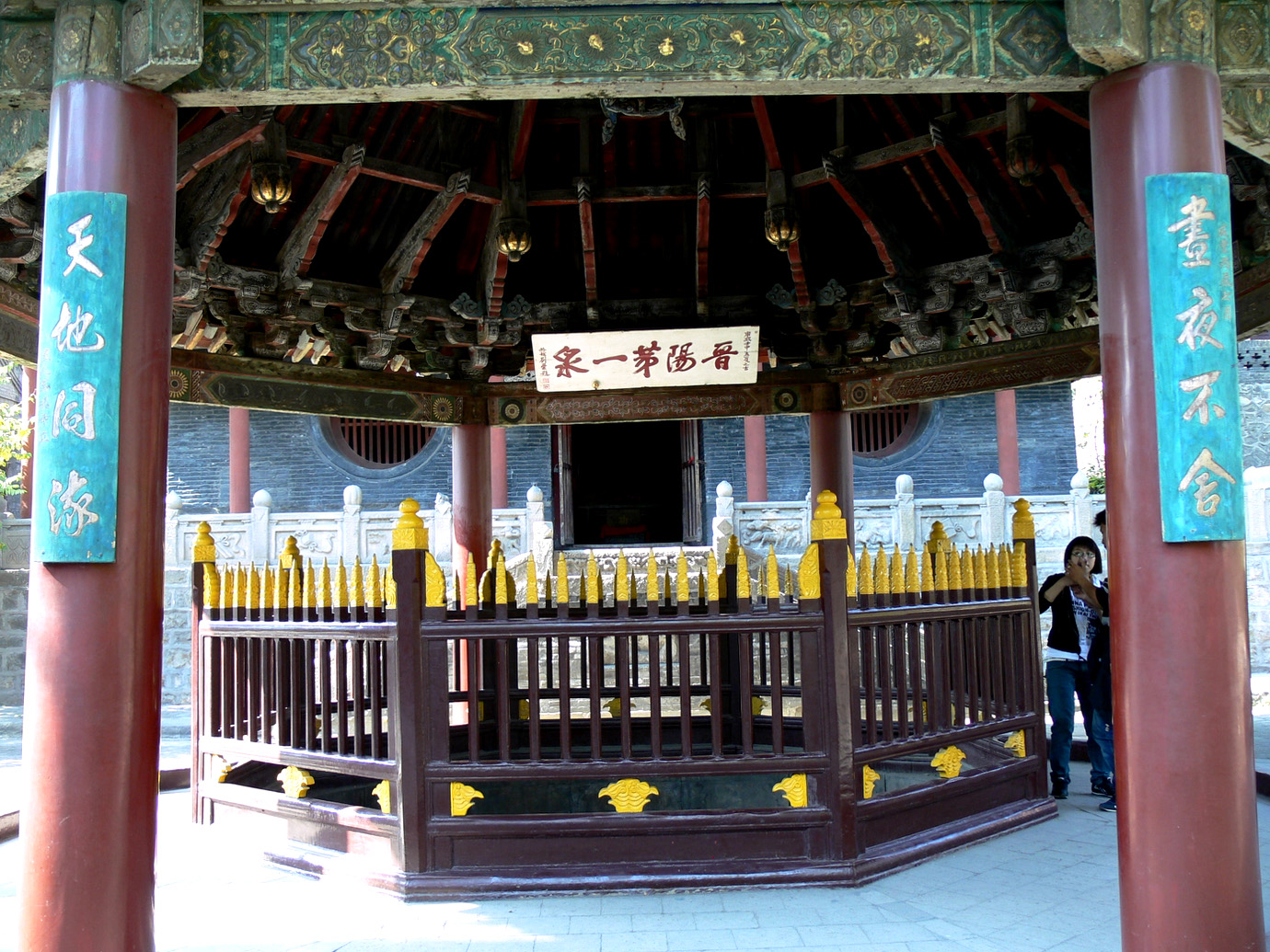
难老泉亭

位于圣母殿以南，为晋水主要源头。泉名为北齐时撷取《诗经·鲁颂》中“永锡难老”的锦句所取。泉水晶莹透明，常生萍四季一色，常年水温保持在17℃，常年不息，历朝历代的诗人多吟诗赞美，唐代著名大诗人李白为此留下了“晋河流水如碧玉，微波龙鳞莎草绿”的佳句。泉上建有难老泉亭，为北齐天保年间（公元550年－559年）所创建。亭为八角攒尖顶，难老泉水便从其下石洞中汩汩流出。目前石洞中的水是水泵泵出的，泉水自流是当地2025年的计划。
- 水母楼

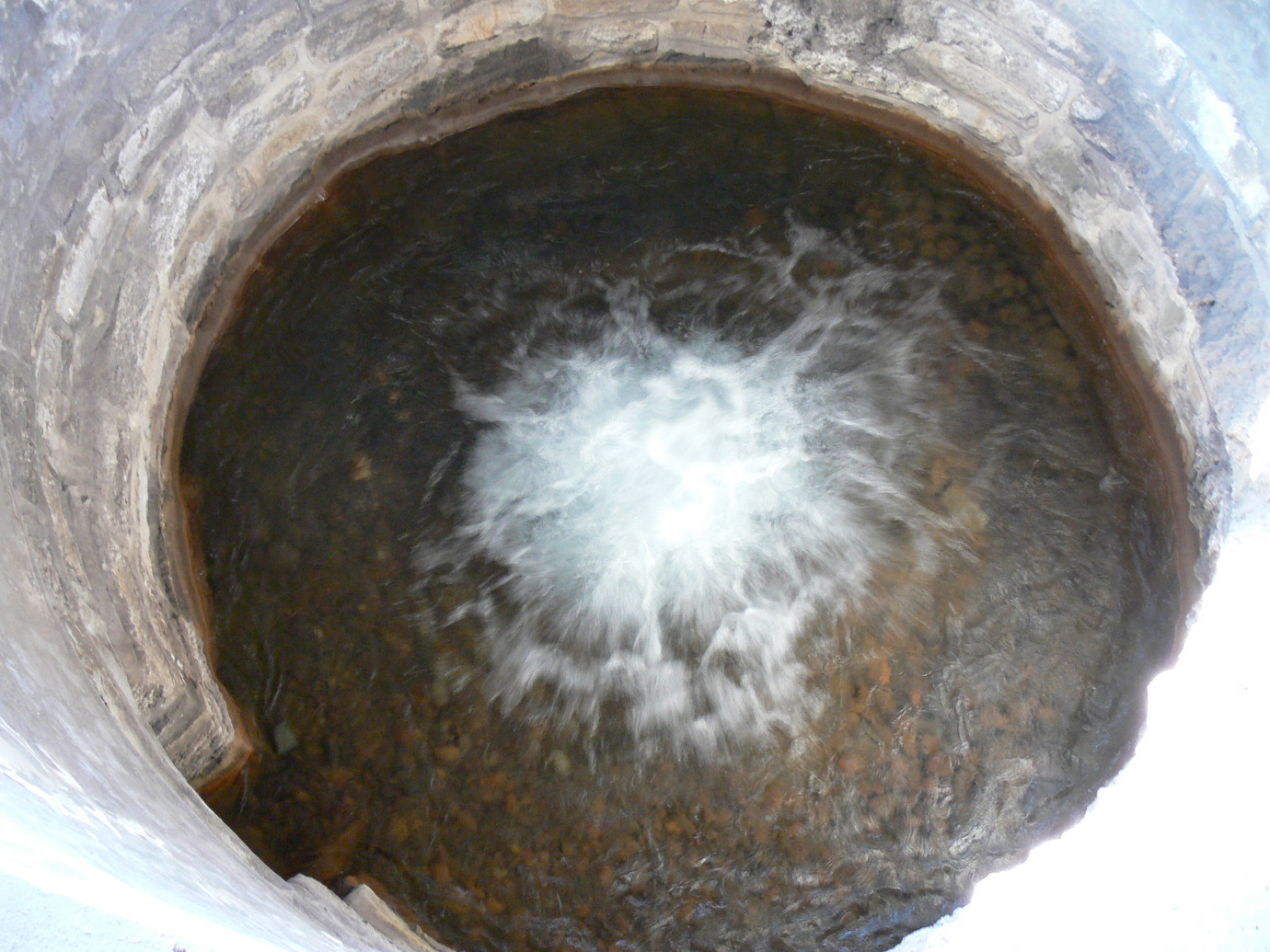
难老泉

位于难老泉源头，建于明嘉靖四十二年（公元1563年），二层五开间，内塑水母坐像及侍女，体态优美，造型别致，也是宋代彩塑中难得的艺术佳品。
- 唐叔虞祠

原为晋祠主殿，北宋年间因圣母殿的建立而移居偏殿。
- 關帝廟

为昊天祠的一部分，是昊天祠的前院。
- 文昌宮

建于清乾隆三十八年（1773年），原在智伯渠南岸，乾隆三十八年（1773年）移建今址。正殿有一匾额，刻有篆文所书“紫垣六府”四字。
- 唐碑

唐碑位于唐叔虞祠东边，昊天神祠（关帝庙）西边，碑高195厘米，宽120厘米，厚27厘米。碑上刻有唐太宗的行书碑文“晋祠之铭并序”，全文一千一百零三个字。碑上建有小亭，名为“贞观宝翰”亭。
- 昊天祠

位于东岳庙的西边，也称关帝庙。正殿中供奉关羽，四壁有壁画。
- 東嶽廟

位于文昌宫以西，为一座道教寺庙。殿内有“天齐仁圣大帝”像，四壁有清代壁画。
- 善利泉

为晋水源头之一，但流量很小，现已枯竭。泉上建有小亭，最初为北齐天保年间所建，到明正德时被毁，后于明嘉靖年间重建。
- 白鹤亭

亦名小兰亭，俗称水亭，位于傅山纪念馆以北的会仙桥与双桥之间。据《晋祠志》记载，“跨北河上，一名水亭，一名小兰亭，南向，左右辅以耳亭”，是一组造型十分别致的建筑。正亭原坐北向南，现朝南跨北岸。面阔三间，进深两间，卷棚歇山顶建筑。南北檐下均挂有“流碧榭”匾额，两侧小亭面阔三间，悬山顶，位于南岸。
- 朝阳洞

位居晋祠内西北隅山半，负山向东，每当旭日东升，该洞先得阳光，故称朝阳洞。洞檐前横匾为“别一洞天”，檐里有榜书“朝阳洞”。
- 吕祖阁

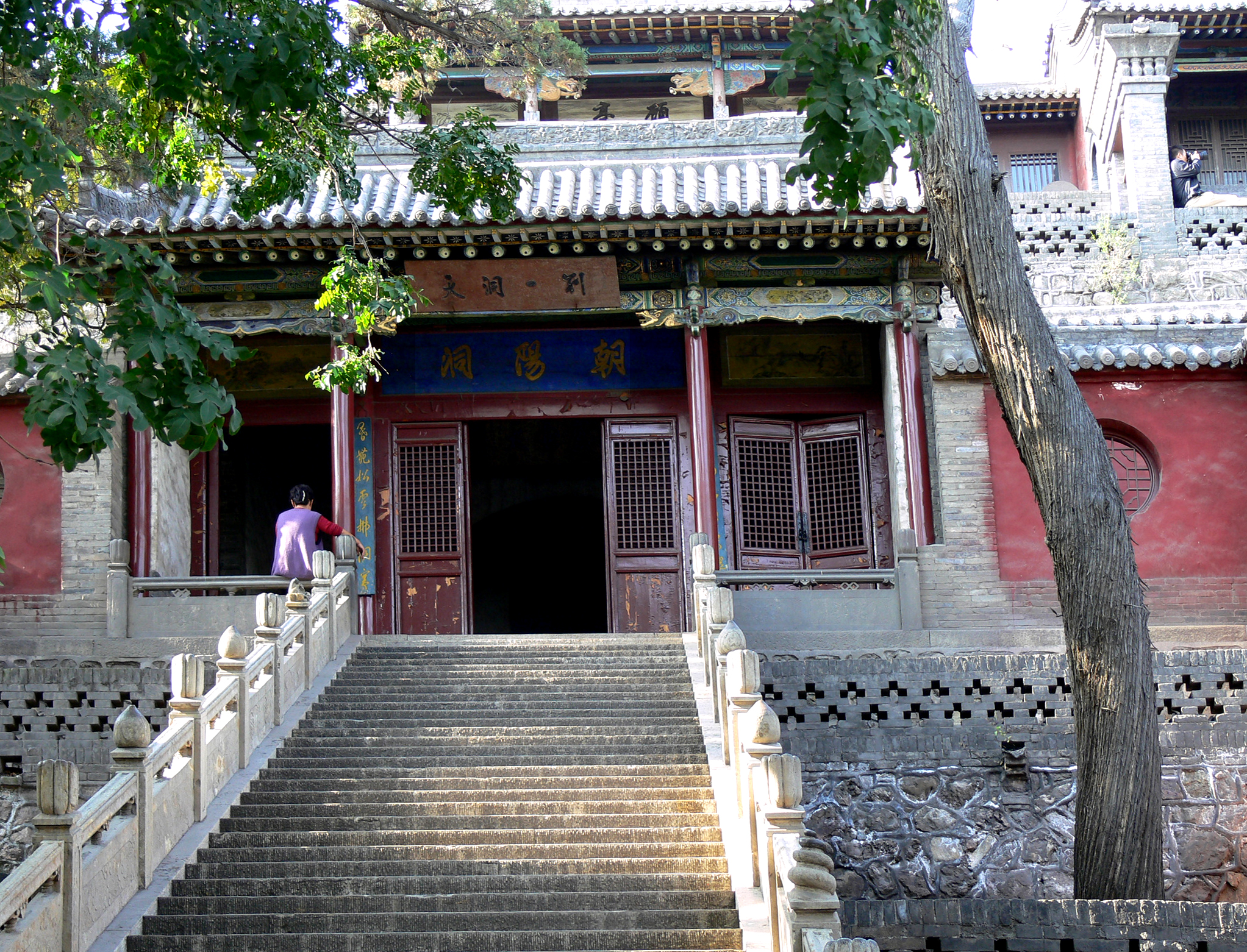
晋祠朝阳洞

创建年代不详，在清康熙三十八年（1699年）前即建有此阁。殿内塑有吕洞宾像，南北西三壁，及两耳房南北西三壁均绘有壁画。
- 智伯渠

又名海清北河，是晋水四渠中的主渠。渠名取自春秋末期晋国世卿智伯瑶，原为其攻取晋阳城所用晋水故道，后人加以修竣，成为灌溉农田的水渠。

## 图库

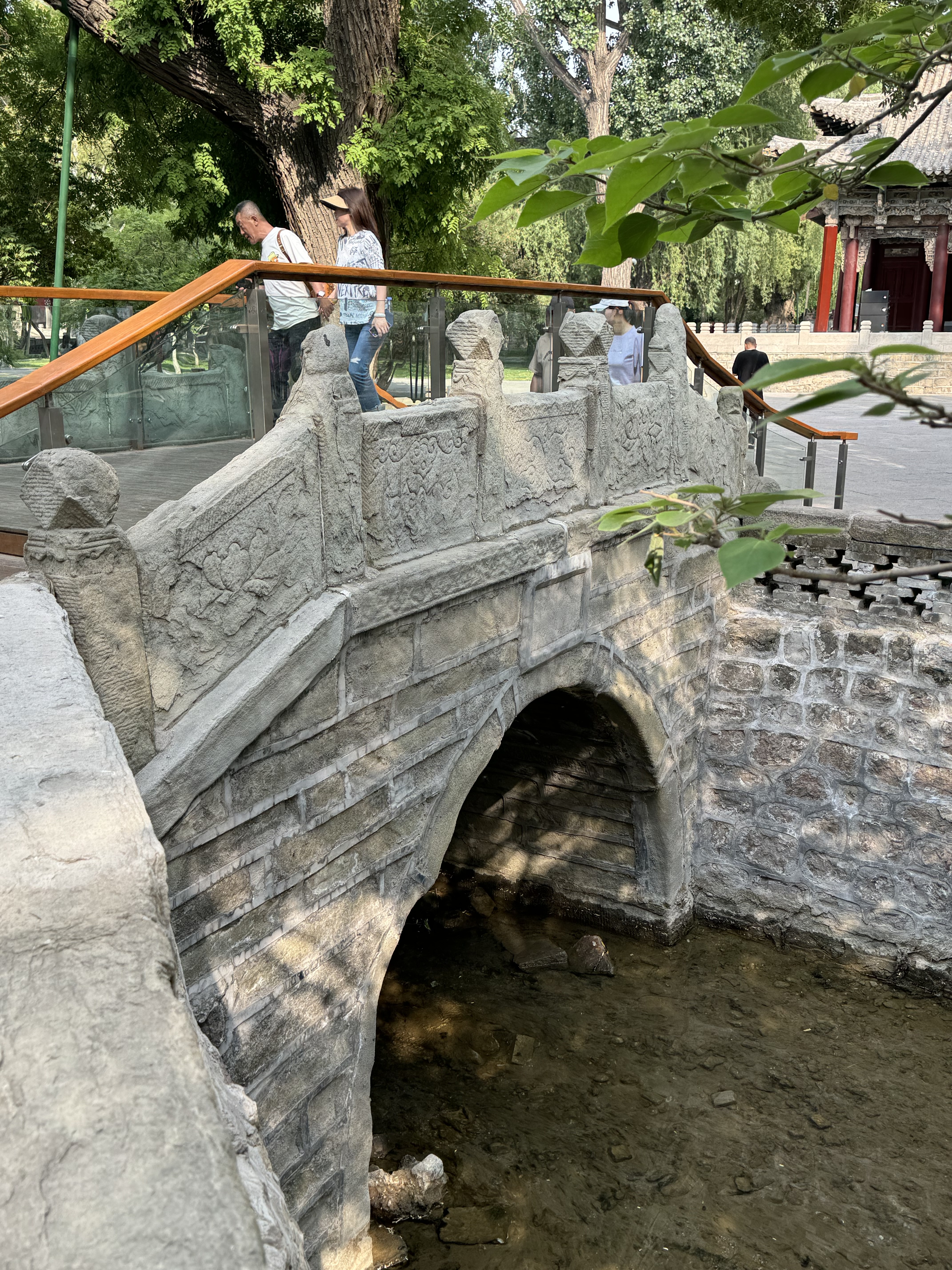
会仙桥
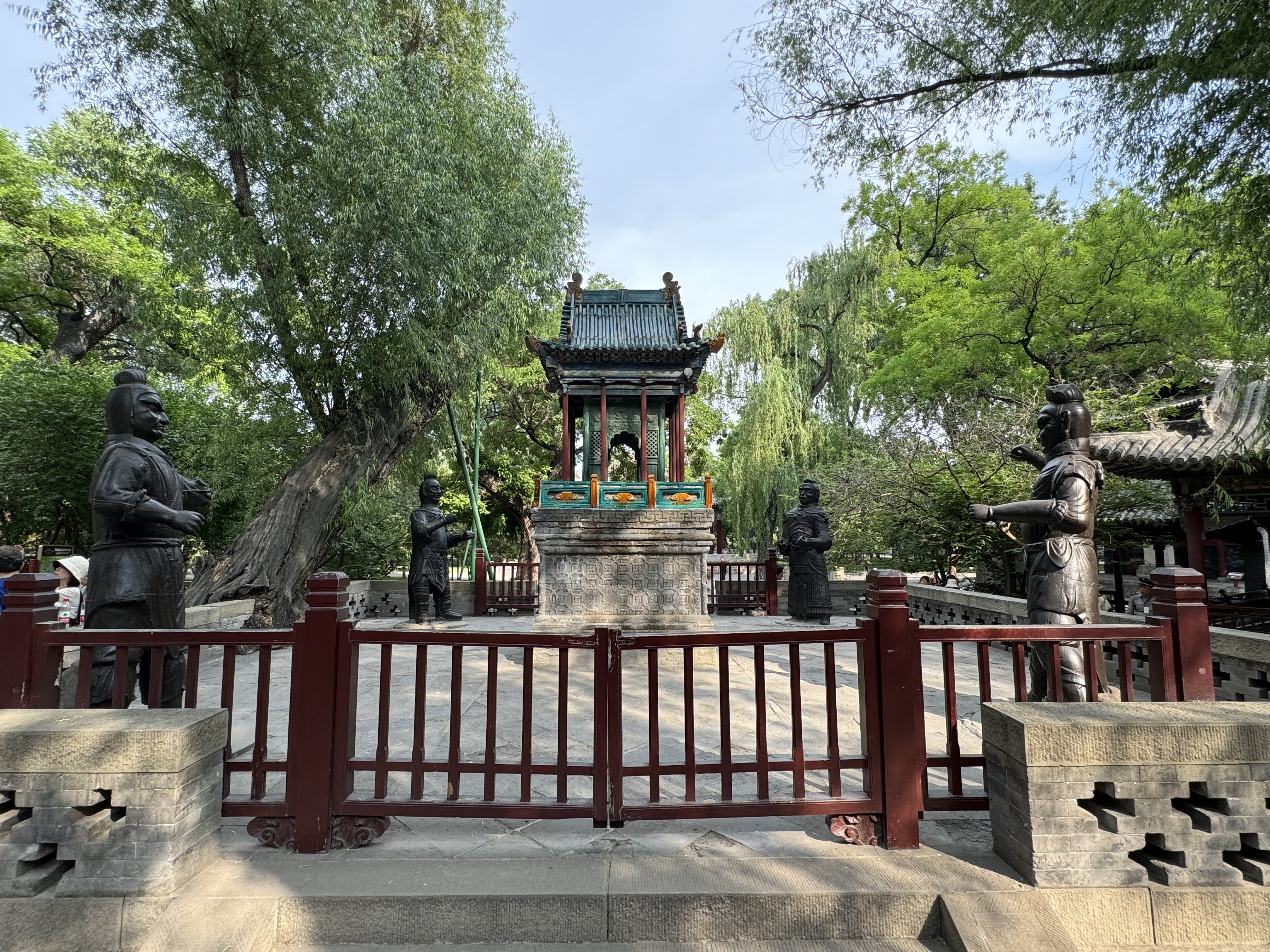
金人台面朝东

## 外部連結
- 晉祠博物館 （页面存档备份，存于）